# Šolta
Šolta [ˈʃɔːlta] ist eine vergleichsweise stark bewaldete kroatische Insel sowie eine eigenständige Gemeinde in der Adria gegenüber von Split westlich der Insel Brač. Die dalmatinische Insel mit ihrer Fläche von 58,2 km² hat rund 2000 Einwohner. Der Hauptort ist Grohote, wo etwa jeder vierte Inselbewohner lebt. Dabei hat sich die Bevölkerungszahl von etwa 1850 bis 1900 verdoppelt, um sich bis 2001 wieder zu halbieren. Eine Erholung setzt seit den 1980er Jahren ein.

## Geographie
Die von Südosten nach Nordwesten verlaufende Insel ist ca. 19 km lang, bis zu 4,9 km breit, hat eine Fläche von 58,2 km² und eine Küstenlänge von 79,5 km. Die sieben im Westen vorgelagerten kleinen Inseln Stipanska, Polebrnjak, Saskinja, Grmej (Gmej), Rudula (Radula), Balkun und Kamičić hrid gehören ebenfalls zu Šolta. Der höchste Gipfel der Insel ist die Vela Straža mit einer Höhe von 237 Metern bei Gornje Selo. Die meisten Ortschaften liegen an der Nordküste und im Inselinneren. An der steilen Südküste zum offenen Meer hin gibt es keine Orte. Die Hauptstraße führt durch die Inselmitte. Einen Rundweg entlang der Küste um die Insel gibt es nicht.

## Gemeinde Šolta, Dörfer im Inselinneren

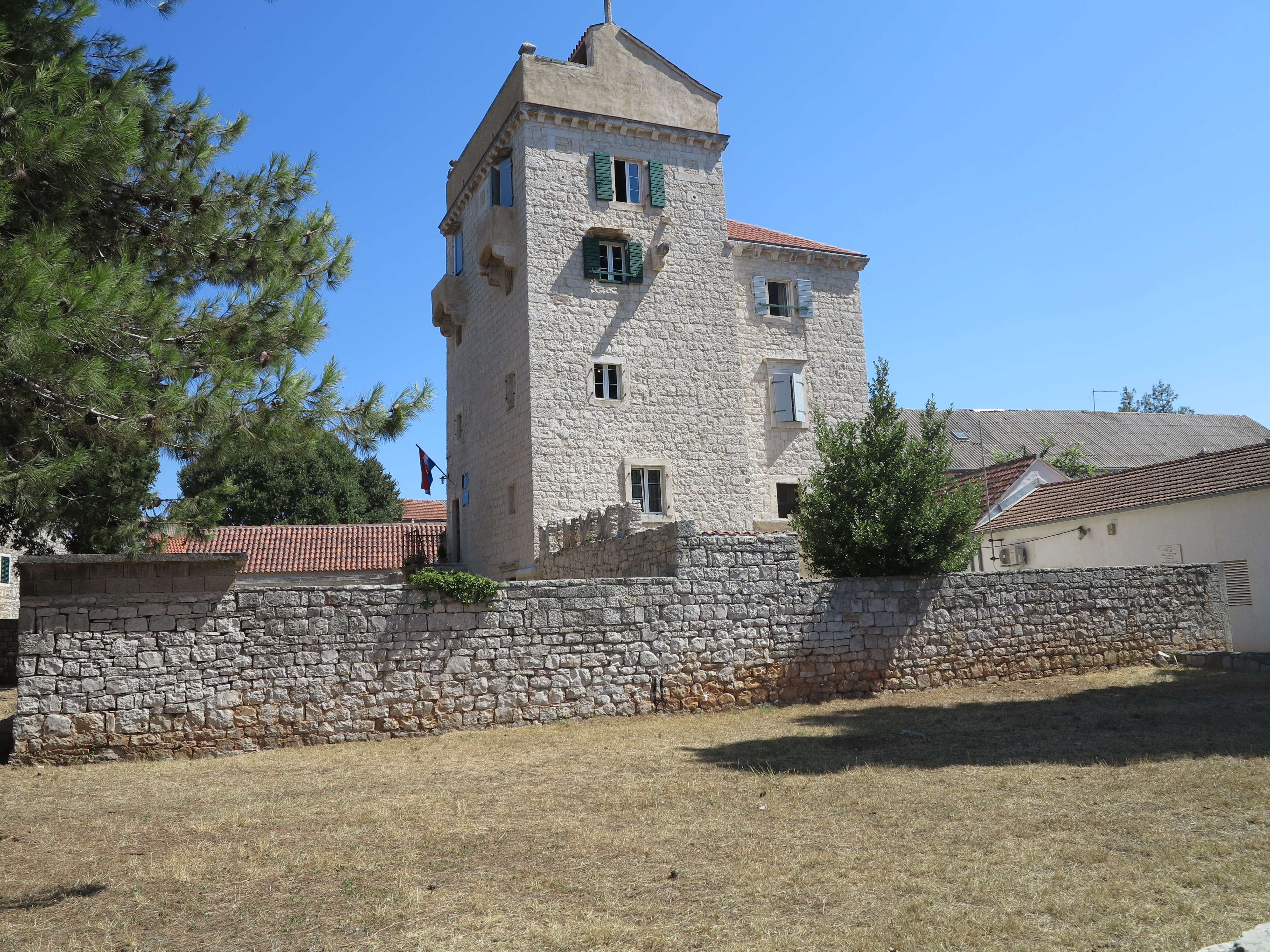
Rathaus von Šolta, das Kastell der Familie Slavić in Grohote

Nach dem Zerfall Jugoslawiens ab 1991 wurde die Gemeinde Šolta neu gegründet. Die Verwaltung (Rathaus) ist im historischen Kastell Slaviča in Grohote untergebracht.
Partnergemeinden von Šolta sind Črna na Koroškem im Norden Sloweniens nahe an der Grenze zu Kärnten und Stari Grad auf Hvar.
Die größeren Ortschaften liegen im Inselinneren. Grohote ist das älteste und größte Dorf der Insel und das wirtschaftliche Zentrum, Sitz der Verwaltung und Schulort. 2019 gab es einen Bauernmarkt, drei Supermärkte, eine Apotheke, eine dauerhaft besetzte Feuerwehrstation und ein Krankenhaus mit Arzt und Helikopterlandeplatz. Grohote liegt in der Inselmitte, an einem Punkt, an dem sich die wichtigen Straßen kreuzen und ist rund zwei Kilometer von dem Küstenort Rogač entfernt. Srednje Selo, das „Mittlere Dorf“, ein Bauerndorf, liegt wenige Kilometer westlich von Grohote am Srednje polje, gegen den Nordwind (Bora) geschützt, auf einem Südhang. Etwas weiter im Westen liegt Donje Selo, das „Untere Dorf“, ein altes Bauerndorf mit der Kirche St. Jele und dem Betraum der Martinsbruderschaft. Von hier führt ein Weg in die kleine Bucht Donja Krušica. Donje Selo ist das Jagdzentrum der Insel. Östlich von Grohote liegt Gornje Selo, das „Obere Dorf“, von weitem an seinem Burghügel erkennbar, der in kommunistischer Zeit als Wasserspeicher umgebaut wurde. Das Dorf liegt in der Nähe des höchsten Bergs der Insel.

## Küste und Häfen

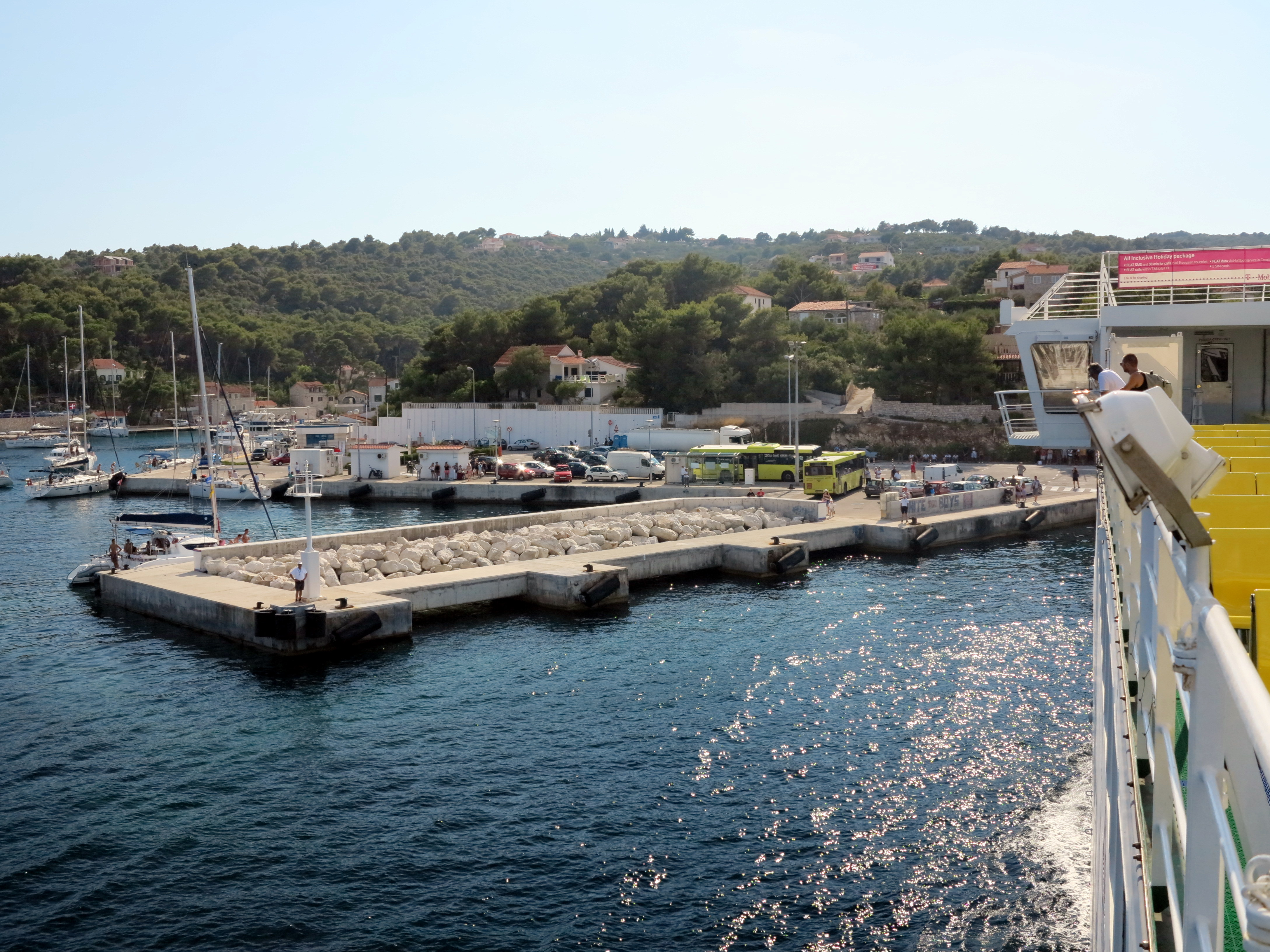
Fährankunft in Rogač

Rogač ist der Fährhafen der Insel. Dort werden auch Autos und LKWs verladen. Er liegt an der Nordküste gegenüber dem neun Seemeilen entfernten Split. Die kleineren Katamaran-Fähren legen sowohl in Rogač als auch im ebenfalls an der Nordseite liegenden Stomorska an. Andere Häfen werden im Linienbetrieb nicht mehr angefahren. In Rogač, einem Ort mit relativ wenigen Häusern, hat das Hafenamt seinen Sitz (Bootskennzeichen Šolta = RO). Es gibt auch eine Tankstelle für Autos und Schiffe. Im Takt der Fähren verkehren vom Luka Rogač aus die Autobuslinien (gelbe Busse) über Grohote nach Maslinica oder Stomorska. In der Bucht von Rogač gibt es im hinteren Bereich Badeplätze bzw. Bademöglichkeiten rechts in der Uvalu Kašjun Bočac und links der Hafeneinfahrt entlang der Küste.

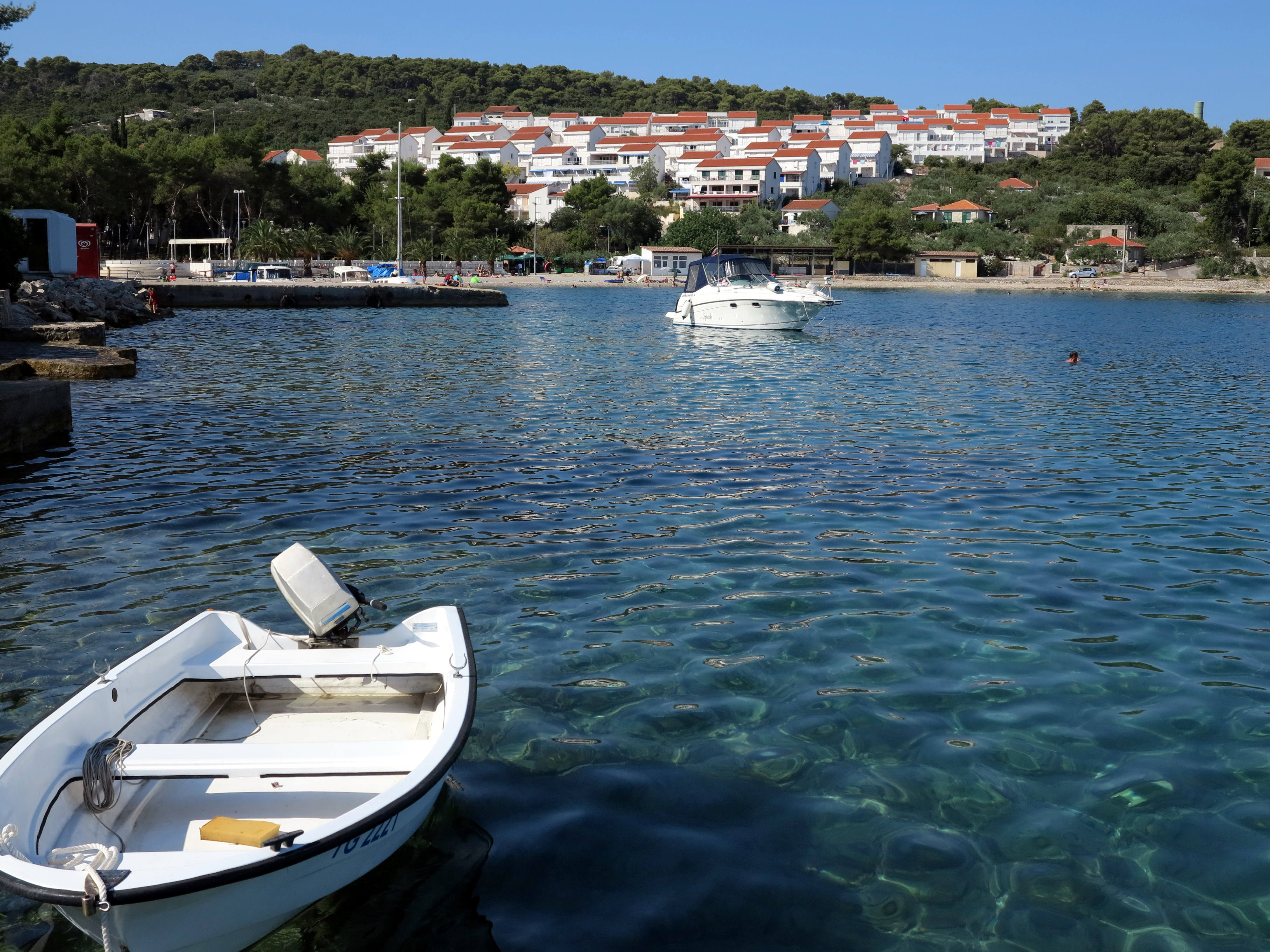
Apartmentsiedlung von Nečujam

Ebenfalls an der Nordküste weiter östlich liegt Nečujam, die größte Bucht von Šolta, in der sich acht kleinere Buchten wie die Šumpjivina, Potkamenica, Mala Maslinica und Piškera befinden. Die Streusiedlung Nečujam ist der jüngste Ort der Insel. Das älteste Hotel der Insel befand sich hier. In dessen Nähe liegt die vom Meer aus schon von weitem sichtbare Ferienwohnanlage. Die Bucht wird an Sommerwochenenden zum Ankern aufgesucht, was zu Lärmbelästigung und Verklappung von Abwässern führt. Auf der Landzunge zwischen der Podkamenica und Maslinica sollte ab 2009 eine ausgedehnte Marina mit einem Steg über die Piškera, dem Fischreservoir von Kaiser Diokletian, mit einem rotierenden Hotel entstehen, wo jedes Zimmer Meerblick haben sollte. Bisher fand sich kein Investor, aber der Bereich ist als Touristische Siedlung gewidmet.

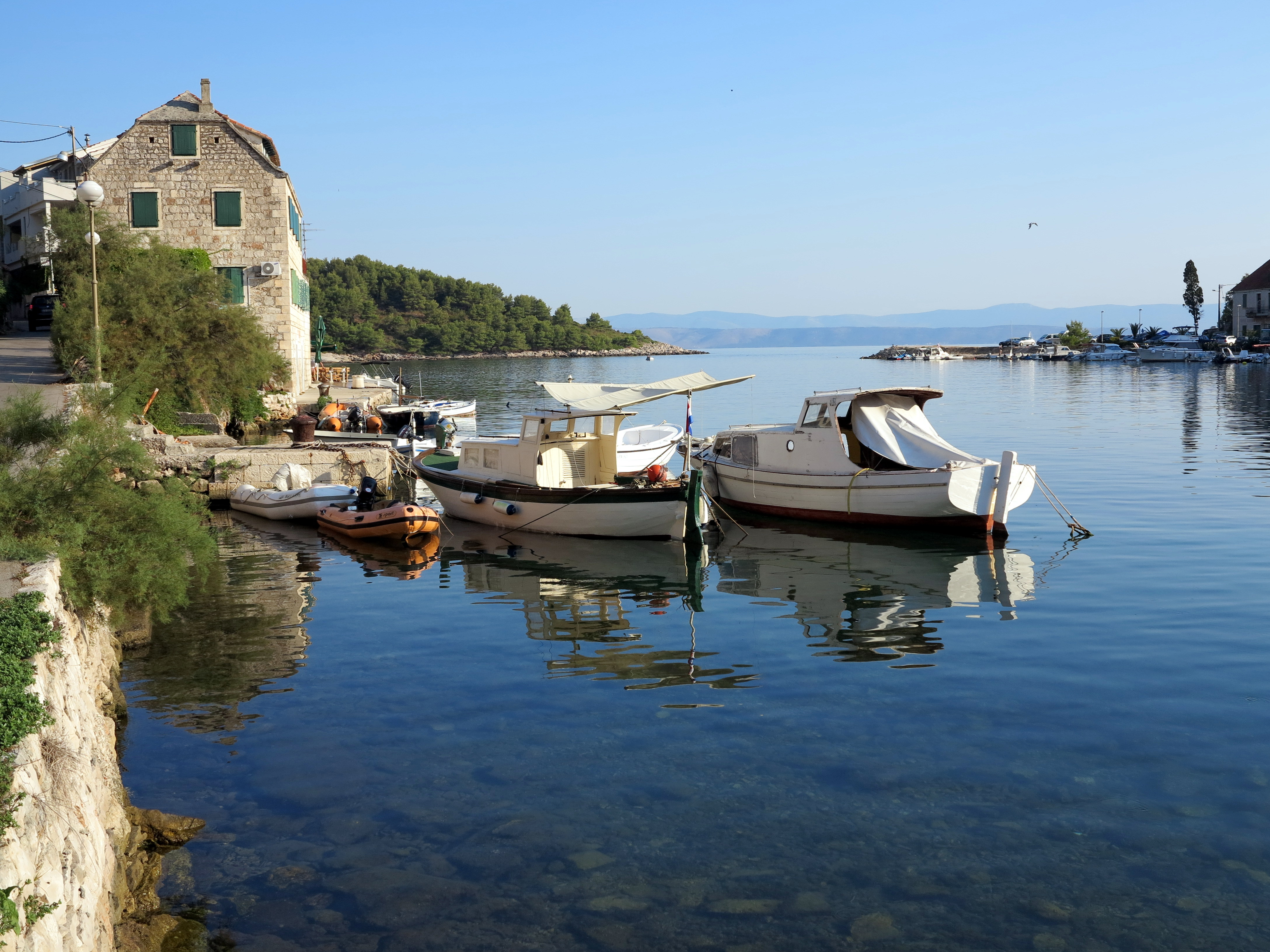
Ältester Hafen Stomorska

Noch weiter im Osten liegt Stomorska, der älteste Hafenort der Insel. Der Hafen in der engen Bucht hat eine Reihe von Lokalen und einen Yachthafen.
Zwei kleinere Buchten sind aus Fischerhäfen entstanden und haben ähnliche Namen, Donja Krušica (Untere Krušica) und Gornja Krušica (Obere Krušica). Erstere ist via Straße von Donje Selo aus erreichbar, Letztere liegt an der nordöstlichen Seite Richtung Brač, unterhalb des höchsten Inselgipfels Vela Straža und umgeben von Kiefernwald. Sie ist aus Gornje Selo zu Fuß bzw. aus Stomorska über die Straße erreichbar.

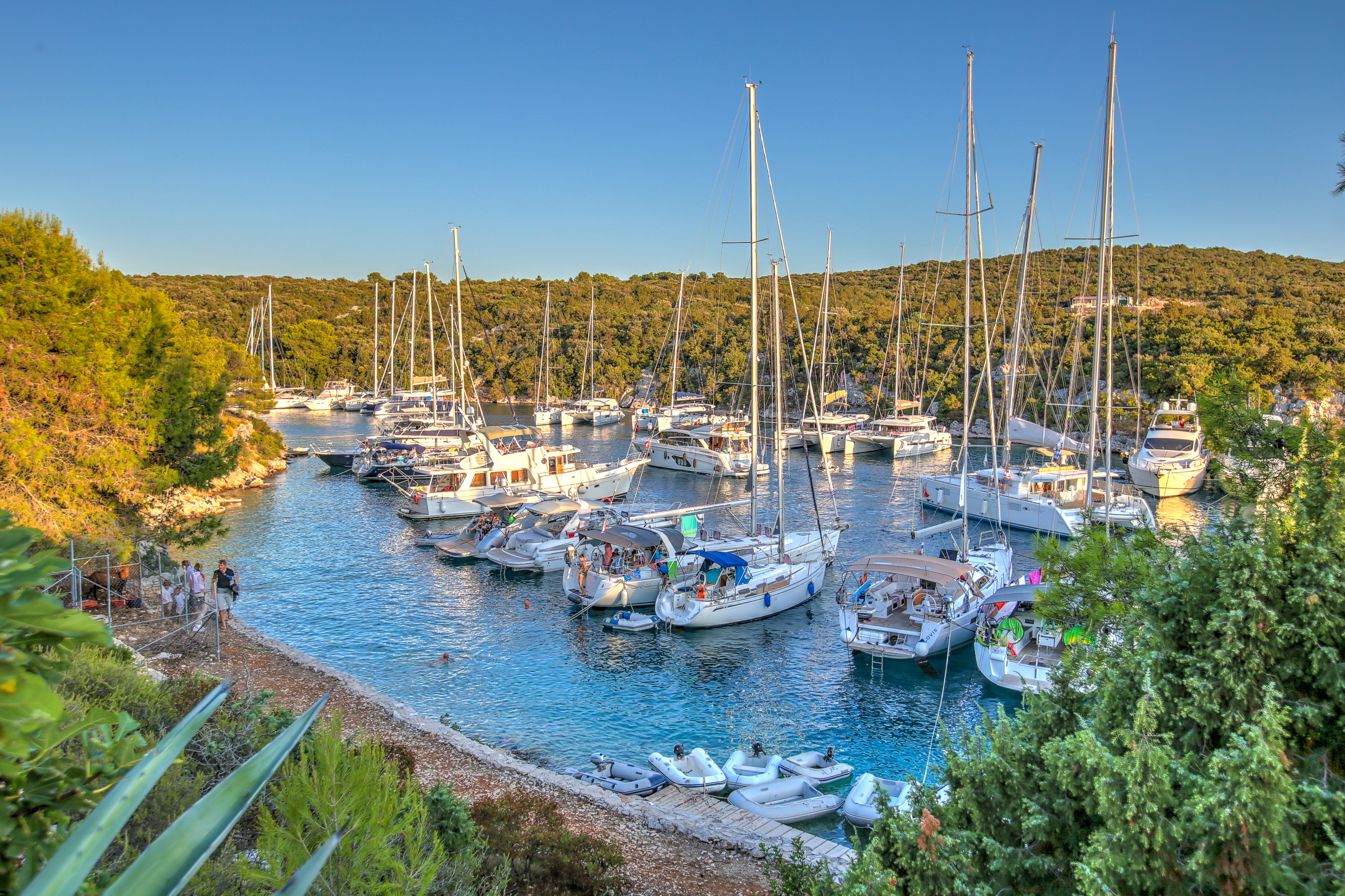
Übervolle Šešula an Sommerwochenenden

Ganz im Westen der Insel liegt Maslinica. Dieser Fischer- und Landwirtschaftshafen wurde 1703 eingerichtet. Hier gibt es einen Yachthafen sowie das Luxus-Hotel Martini-Marchi. In Maslinica wurden 2018 auf beiden Seiten des bisherige Hauptstrands, der links der Einfahrt in den Hafen liegt, die felsige Küste weiter aufgeschüttet.
Westlich von Maslinica liegt die Bucht Šipkova uvala mit dem einzigen natürliche Sandstrand der Insel. Der Bereich der Selena zwischen Maslinica und der Šipkova ist noch weitgehend unverbaut.
In Šolta gibt es an der Südküste eine große Anzahl von Buchten. Die bekannteste der Südbuchten ist die Šešula unweit von Maslinica. Sie ist tief und bietet einen natürlichen Schutz vor Bora und Südwind und ist daher zum Ankern sehr geeignet. Ohne guten Zufahrtsweg weiter östlich liegt die Poganic, mit einem Kieselstrand und einem einzigen Häuschen. Etwa auf der Höhe Grohote liegt die Zaglav, auch Vela Luka. Nicht weiter im Osten liegt die Tatinja, ebenfalls nur über einen Schotterweg erreichbar. Nur ein einziges Häuschen gibt es in der Jorja. Auf einer Anhöhe über dem Meer befinden sich hier die Reste der Festung Gradina. Von Gornje Selo aus erreichbar ist die Senjska. Hier heißt es von der Festungsruine Gradac am Berg Mir, dass sie von der illyrischen Königin Teuta erbaut worden sei. In der Nachbarbucht Sajtija stehen ebenfalls ein paar Häuser.
Die Bucht Livka liegt ganz im Osten an der Splitska Vrata (Meerenge Tür von Split) gegenüber der Insel Brač. In der Livka wird von einer britischen Investmentfirma (Volumen 1 Milliarde Kuna) ein Touristenzentrum im gehobenen Segment errichtet, das 2023 fertig sein sollte. Der Bau wurde als strategisches Investitionsprojekt zwischen Investoren, dem Ministerium für Wirtschaft, Unternehmen und Gewerbe eingestuft. Der Baubeginn erfolgte bereits 2005. Verzögerungen gab es zuletzt wegen der Anpassung an neue Umweltgesetze. Das überregionale Projekt beschränkt sich nicht nur auf Šolta, da ein Großteil der Infrastruktur über Unterwasserleitungen von Brač kommt, da es in der Livka bisher nichts gibt. Rund 250 Arbeitsplätze sollten geschaffen werden.

## Geschichte

### Jungsteinzeit, Illyrer, Griechen, Vis

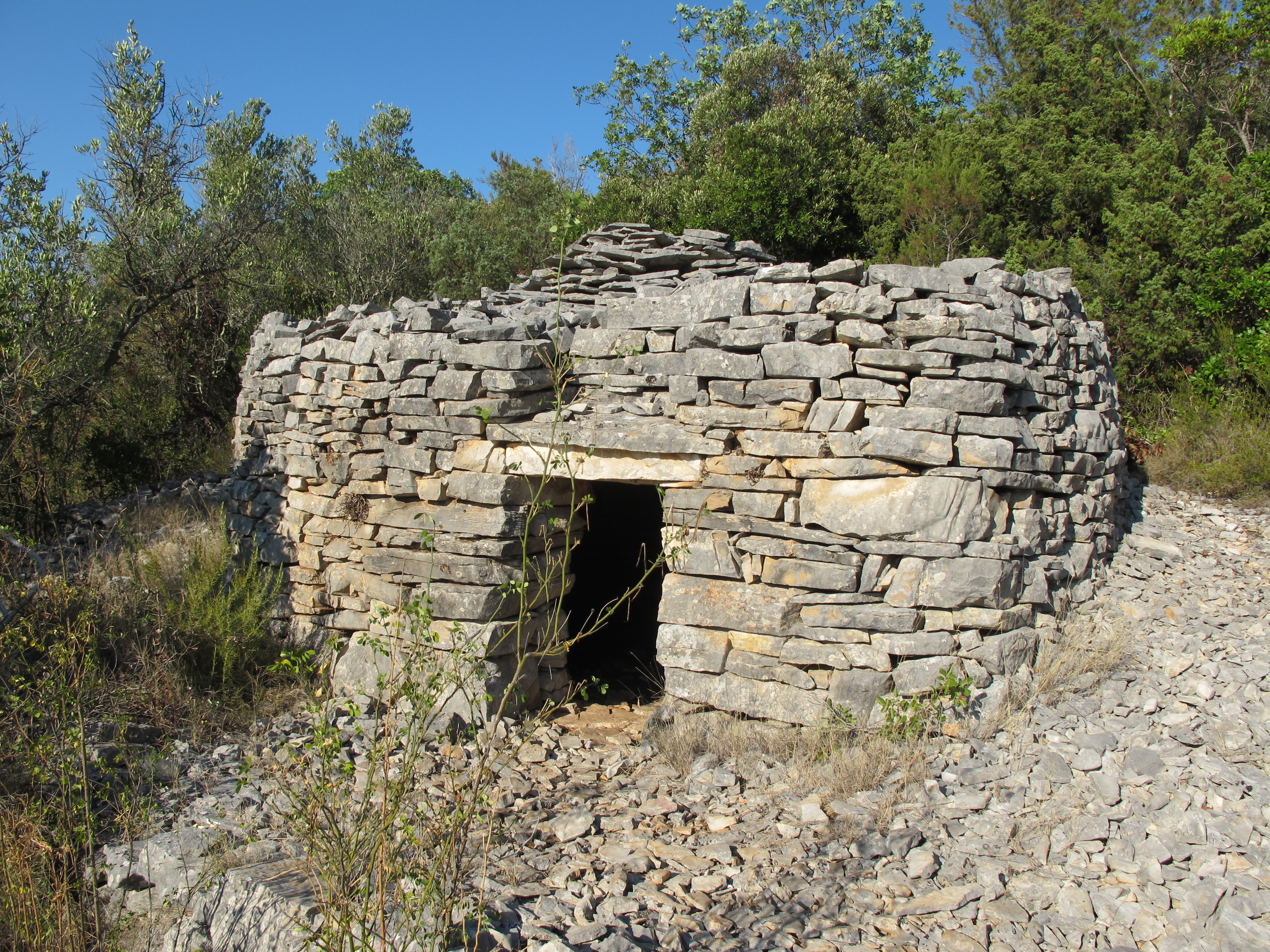
Bunja in der U Maslinica Bucht Nečujam

Wie viele der dalmatinischen Inseln ist Šolta mindestens seit 6000 v. Chr. bewohnt, wobei der Meeresspiegel um 6000 v. Chr., als die ersten Bauern an der Adria erschienen, 16 m unterhalb des heutigen Niveaus lag, um 3000 v. Chr. noch immer 4 m.
Siedlungen aus der Bronzezeit wurden in Doci und Grohote entdeckt. Auf Šolta findet man immer noch viele bunjas, einräumige, fensterlose, ohne Holz erbaute runde Steinhäuschen mit einem aus Kalksteinen aufgeschichteten Runddach. Sie sind eine Art einfache Form der italienischen Trulli. In prähistorischer Zeit dienten sie als Wohnung und bis ins 20. Jahrhundert als Werkzeugraum oder Stall.
Spuren von Festungen der Illyrer aus der Zeit um 2300 v. Chr. finden sich in Gradac, Vodnjak und Gradina. Steingräber aus dieser Epoche entdeckten Archäologen bei Mala Stranza (Grohote), Mirine und Grebine (zwischen Donje Selo und Maslinica) und in Gornje Selo. Eine Hügelfestung fand sich nahe am Kanal, der die Insel von Brač trennt (Rat, oberhalb von Vičja luka).
Spätestens im 4. Jahrhundert v. Chr. kamen die Griechen auf die Insel. Šolta wird in der Pseudo-Skylax mit dem griechischen Namen Olyntha erstmals erwähnt, was wahrscheinlich mit Insel der Feigen übersetzt werden kann. Zur Zeit des Aufstiegs des Römischen Reiches, gehörte Šolta zum Inselstaat Vis (Issa), der diesen Teil Dalmatiens kontrollierte.

### Römer

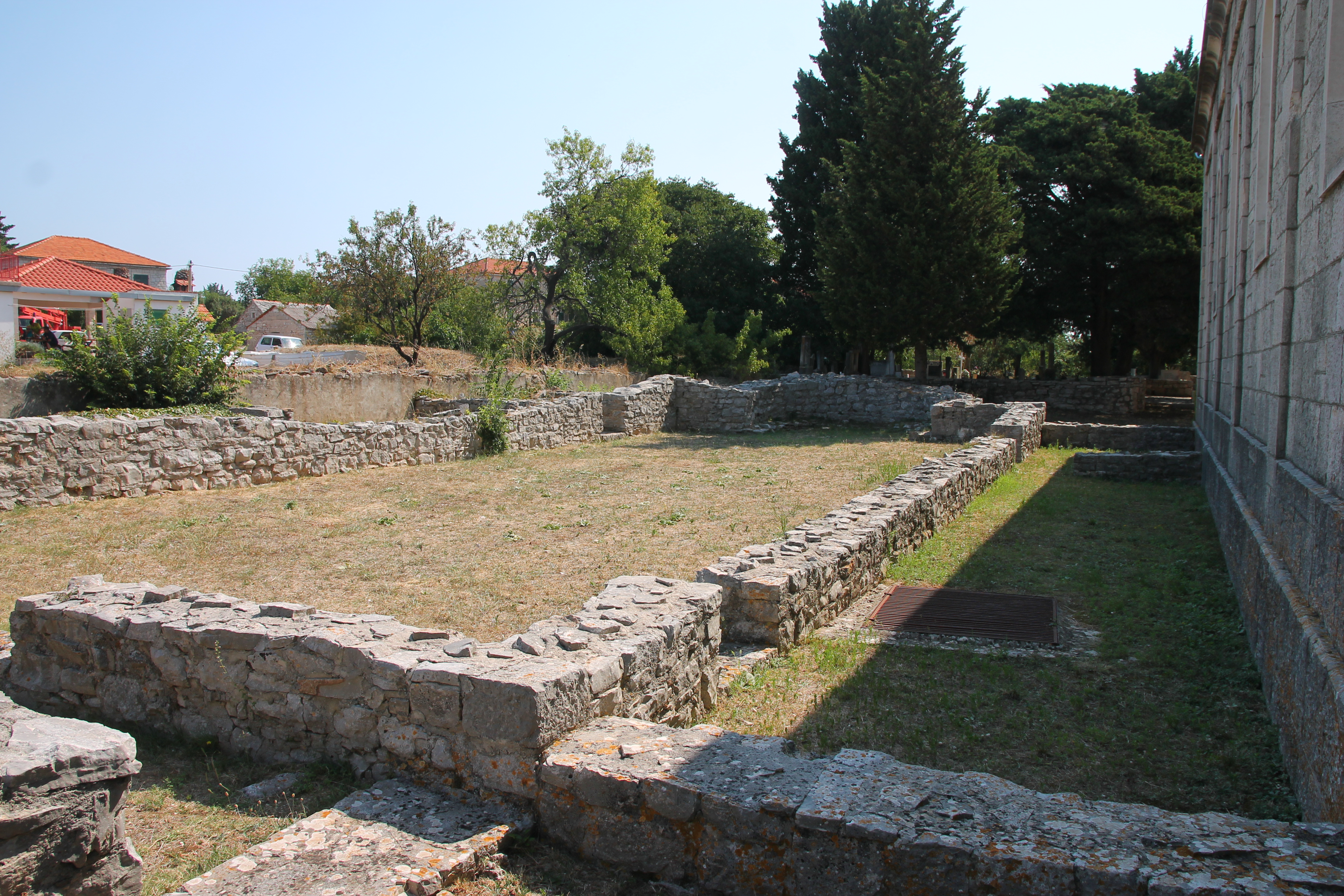
Grundmauern der ehemaligen Basilika in Grohote. Es handelt sich um einen einschiffigen Bau mit einer halbrunden Apsis. Der Boden ist mit Mosaiken verziert, die nach den Ausgrabungen wieder abgedeckt wurden. Schmuckelemente befinden sich entlang der Fundamente im westlichen Teil. Unmittelbar neben der Basilika befindet sich ein Friedhof mit zwei frühchristlichen Sarkophagen.

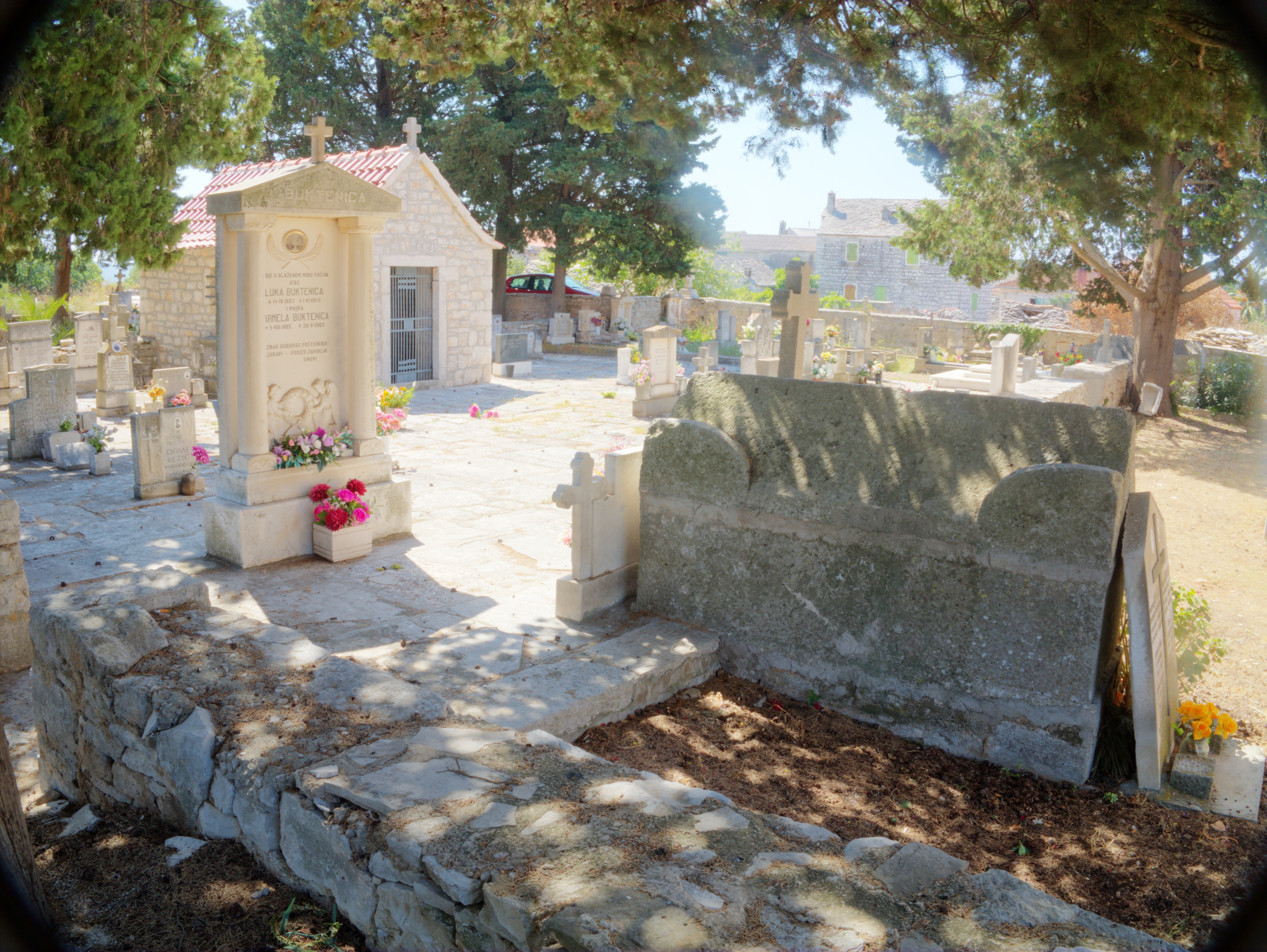
Römischer Sarkophag

Fast 1000 Jahre bis ins 6. Jahrhundert beherrschten die Römer die Insel und etablierten die heute sichtbare Kulturlandschaft mit Olivenhainen, Weinbau und Fischfang. In der wichtigsten Karte der Antike, der römischen Tabula Peutingeriana, wird die Insel insula Solentii später Solenta, also Insel der Sonne genannt. Die römischen Spuren wie Münzen, Keramikscherben und Mauern finden sich überall. Eine kleine Nekropole wurde beim Bau der Appartementsiedlung in Nečujam gefunden. Dort und in Rogač sind auch unter Wasser liegende Mauerreste zu sehen. Eine Villa rustica mit Badezimmer wurde an der Südküste bei Banje gefunden. Der berühmteste Römer mit Bezug zu Šolta ist Kaiser Diokletian, der 245 in Dalmatia starb. Er erbaute in Split einen Palast als Alterssitz und soll in Piškera, dem hinteren Teil der Bucht von Nečujam, eine Fischfarm betrieben haben. Einige Historiker vertreten auch die Ansicht, dass er auf der Insel eine Therme erbauen ließ.
Spätestens im 5. Jahrhundert, wahrscheinlich aber schon im 4. Jahrhundert, als das Christentum die Reichskirche im römischen Reich wurde, kam der katholische Glaube auf die Insel. Eindrucksvolle Relikte dieser Zeit sind die Grundmauern der alten St. Stephans Basilika und die zwei Sarkophage bei der Kirche von Grohote. Weitere Mauerreste aus dieser Zeit gibt es auf dem Inselchen Stipanska vor Maslinica.
Als 614 die Slawen und Awaren mit der Zerstörung von Salona die Herrschaft übernahmen, endete die römische Zeit. Mehr als 50.000 Römer flohen in die sicheren Mauern des Diokletianspalasts und von dort weiter auf die benachbarten Inseln wie Šolta.

### Kroatische Besiedlung im Frühmittelalter, erneute Christianisierung, Frage der Piraterie

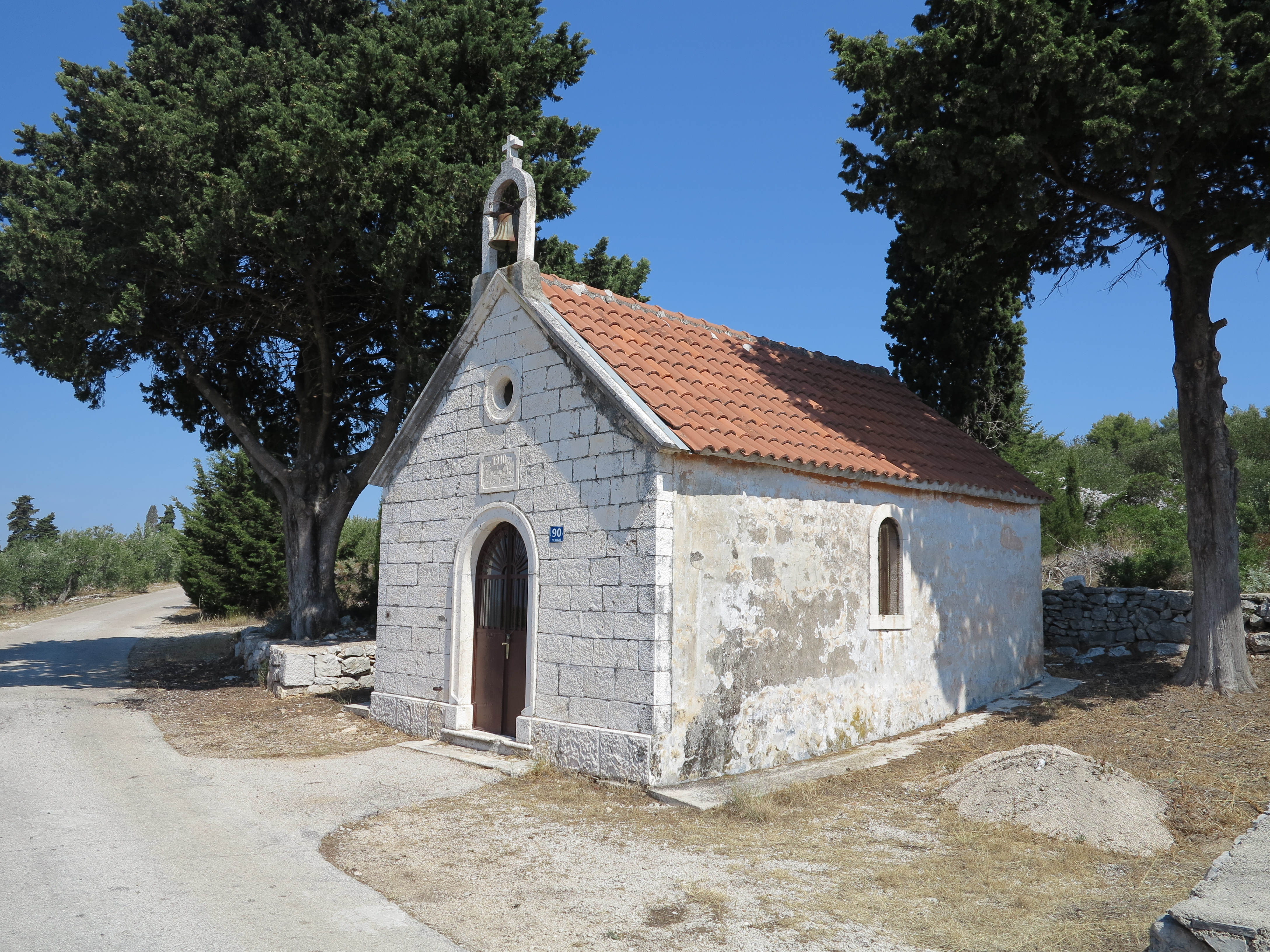
Kapelle hl. Michael zwischen Srednje Selo und Grohote

Im Frühmittelalter kamen die ersten Kroaten auf die Insel. Als Soluta wird die Insel um 1266 in der Historia salonitana genannt. Im Kroatischen wurde spätestens ab dem 10. Jahrhundert die Bezeichnung Sulet verwendet, die bis ins 20. Jahrhundert üblich war. Im Statut von Split von 1312 ist erstmals der Name Solta angeführt, der in den venezianischen Karten und später von den Hydrographen Österreich-Ungarns, Kroatien gehörte ab 1745 zur Donaumonarchie, übernommen wurde.
Spätestens ab dem 15. Jahrhundert verlegte man die Siedlungen weitgehend in das Innere der Insel. Wie fast immer, wurden bewährte Siedlungsplätze nicht aufgegeben. In Starine in der Nähe von Gornje Selo gibt es eine mittelalterliche Festung, die einer römischen Vorläuferburg steht. Mauerreste aus dem Mittelalter finden sich in Sveti Mihovil im Grohoter Feld, in Donje Selo, in Nečujam und in Stormoska. Man nimmt an, dass es auf der Insel drei kleine Benediktinerklöster gab, für die es erste schriftliche Hinweise aus dem 11. Jahrhundert gibt. Standorte waren Stormoska, Nečujam und Stipanska.
Das am besten erhaltene Relikt aus dieser Zeit ist die St. Nikolauskapelle mit ihren Fresken am Weg zwischen Grohote und Donje Selo.

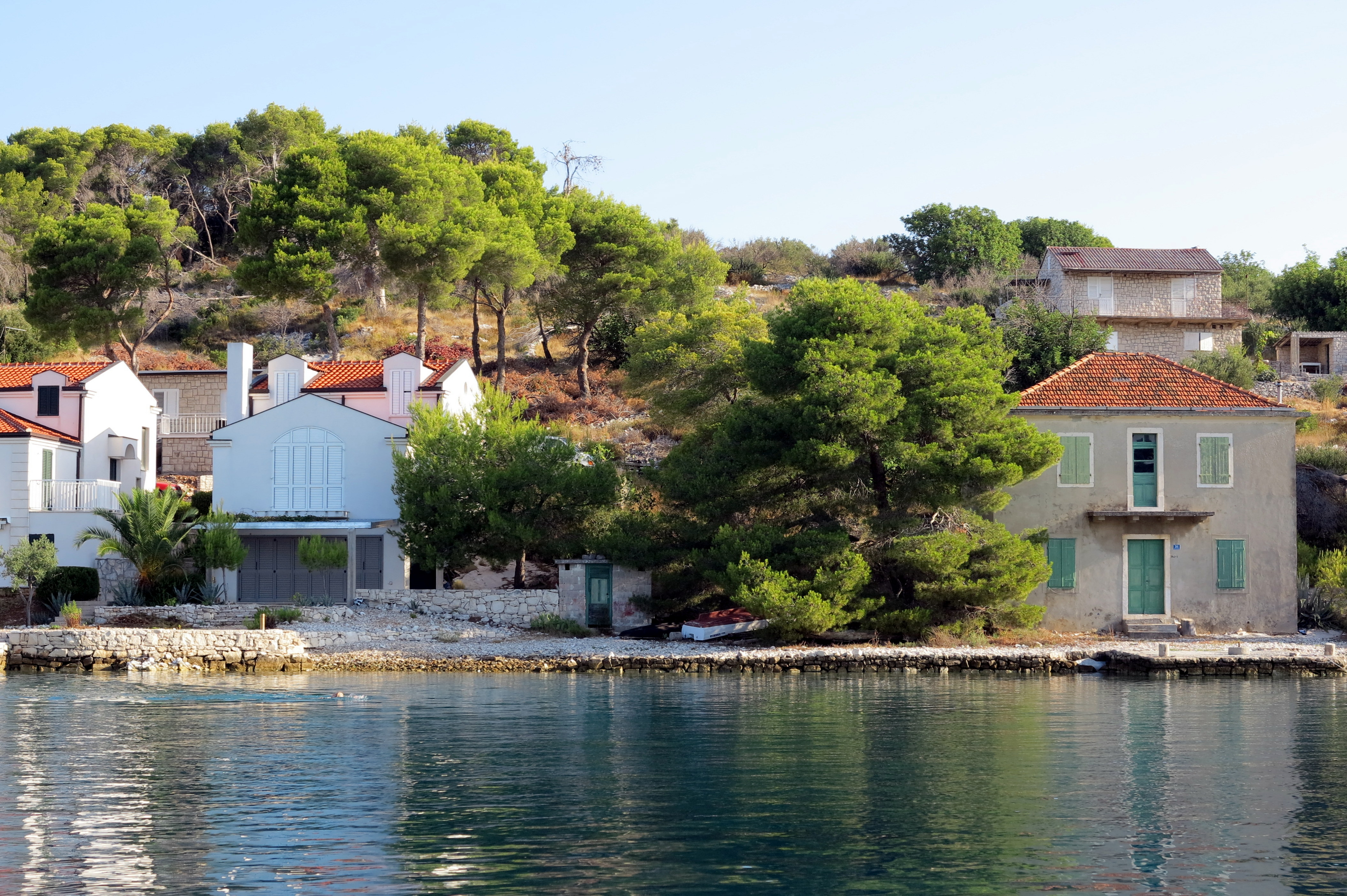
Alt- und Neubauten in der Podkamenica / Nečujam

Wappen

Der erste überlieferte Überfall auf die Insel fand 1240 von Piraten aus Omiš (25 km südlich von Split) statt. 1387 und 1418 plünderten die Venezianer die Insel. Der letzte Piratenüberfall fand 1810 statt. Die Insel selbst war auch Zufluchtsort der Uskoken, Piraten aus Senj, die sowohl gegen die Türken als auch die Venezianer kämpften und dabei die Landgüter der Adligen aus Split auf Šolta plünderten. Die Namen Vela und Mala Senjska erinnern an diese Zeit. Am Festtag des hl. Johannes des Täufers im Jahre 1669 haben die Piraten aus Ulcinj das Dorf Donje Selo verwüstet und sogar 64 Männer als Sklaven mitgenommen. Die Dörfer liegen seit Jahrhunderten geschützt im Inselinneren. Die Häfen waren bis auf Stomorska kaum ausgebaut. In jedem Ort gab es ein Kastell oder Wehrtürme. Erst im 18. Jahrhundert wurden die Häfen langsam erweitert.

### Osmanen und Venezianer
1537 eroberten die Osmanen die Festung Klis (Clissa) und vertrieben die Venezianer. Die Türken bauten Klis als Verwaltungszentrum eines Sandschaks und als Militärstützpunkt aus und operierten von dort gegen Venedig. Zwei venezianische Rückeroberungsversuche 1596 und 1648 scheiterten. Erst 1669 fiel die Republik Klis wieder an Venedig. Bei der Konfrontation dieser Mächte wurde Šolta immer wieder ein Rückzugsgebiet von Festlandsflüchtlingen. Aufgrund seines kärglichen Bodens, des fehlenden Frischwassers und seiner Geomorphologie, es gibt keine Buchten die sowohl als Naturhäfen als auch für den Festungsbau geeignet waren, war Šolta selbst militärisch uninteressant. Zur Zeit der Renaissance lebte der Vater der kroatischen Literatur, Marko Marulić (1450–1524), Mitglied einer Spliter Adelsfamilie auf der Insel. 1501 schrieb er in Šolta an seinem Werk Judita, in dem einfache, gläubige Kroaten beschrieben werden, die weder wegen des Schreckens der osmanischen Belagerung noch wegen schlechter Ernten an Gott verzweifeln. Zu dieser Zeit war die osmanische Expansion in Dalmatien noch nicht abgeschlossen.
1566 begab sich der Universalgelehrte Petar Hektorović auf seine Spuren. Er schrieb auf der einzigen Reise seines Lebens, er lebte in Stari Grad auf der Nachbarinsel Hvar, zu diesem Aufenthaltsort von Marulic in der Bucht Supetar in Nečujam sein wichtigstes Werk „Ribanje i ribarsko prigovaranje“ (deutsch „Fischerei und die Dialoge von Fischern“). Auf der Basis seiner quasi-ethnographischen Beobachtungen versuchte er, die Dialoge seiner Skipper, die Fischer Paskoje Debelja und Nikola Zet aus Hvar, in ihrer Alltagssprache in Form eines epischen Gedichts darzustellen, Das Werk wurde am 14. Januar 1566 abgeschlossen und 1568 in Venedig gedruckt. Sein dreiteiliges Werk, in Briefform an seinen Cousin gerichtet, ist die erste weltliche Reisebeschreibung in kroatischer Sprache, die Landschaft und Schönheiten der Natur darbietet. Die Ribanje sind eine der frühesten Aufzeichnungen der kroatischen Volksmusik. Neben dem Anlegeplatz vor dem Haus in Nečujam erinnert eine Gedenksäule an ihn. Der Legende nach soll er den Lebkuchen nach Šolta gebracht haben, der hier auch mit Johannisbrot, Honig, Öl und dem Dessertwein prošek zubereitet wird. Der Härtegrad des Pfefferkuchens diente früher der volkstümlichen Wettervorhersage. Knackigkeit und Härte zeigte schönes Wetter und Bora (Nordwind), Weichheit hingegen Regen und Jugo, den Scirocco (Südwind).
Nur die Republik Ragusa blieb relativ autonom, da sie mit den Osmanen kooperierte. Im 16. Jahrhundert war die Handelsflotte Dubrovniks die drittgrößte im Mittelmeer und bestand aus über 300 Schiffen. Kroaten aus dem umliegenden Land zogen nun in die Städte und bildeten bald schon den größten Teil ihrer Bevölkerung. Nach einer Kriegsphase, 1645 bis 1699, fiel im Frieden von Karlowitz (Sremski Karlovci) Dalmatien ohne Dubrovnik an Venedig. Die Venezianer überließen den dalmatischen Städten zwar eine gewisse Autonomie, jedoch mussten die Oberhäupter der Städte venezianische Adlige sein. Eine Folge der antikroatischen Politik war, dass es z. B. den Bürgern der Stadt Zadar (Zara) verboten war, Ehen mit Kroaten einzugehen. Venedig betrieb Raubbau an den dalmatinischen Wäldern. Die Stadt Venedig steht zu einem großen Teil auf Baumstämmen aus Dalmatien, die venezianische Flotte verschlang ebenfalls Unmengen von Holz. Das einzig Verbindende mit den Venezianer war der katholische Glaube. Die oligarchische und kolonialistische Politik Venedigs führte zu Widerstand und Aufständen. Der größte fand 1510 unter der Führung von Matija Ivanić auf der Insel Hvar statt. Der Spliter Adlige Ivan Alberti hatte die Uskoken auf Šolta geholt, wo sie in der Bucht Senjska, auf der Südseite der Insel, eine Militärbasis hatten. Sie bekämpften die Venezianer zu Lande mit Guerilla-Taktiken, zur See mit Piraterie. Bei der vorübergehenden Rückeroberung von Klis 1596 waren sie ebenfalls beteiligt. Nach weiteren Kriegen und dem Frieden im Vertrag von Passarowitz 1718, trat Österreich-Ungarn in Dalmatien auf den Plan. Erst die Truppen Napoléon Bonapartes beendeten während seiner kurzen Regierungszeit die Herrschaft Venedigs über den Großteil Dalmatiens.
1841 sind die Orte der Insel noch mit italienischen Namen angeführt – Villa Grohote, Villa Inf. abgekürzt für Villa Inferior (Donje Selio) mit dem Hafen Porto Olivetto (Maslinica), Villa Media (Srednje Selo) und Villa Superior (Gornje Selo) mit dem Hafen Stomosca (Stomorska).

### Österreich-Ungarn, Napoleon

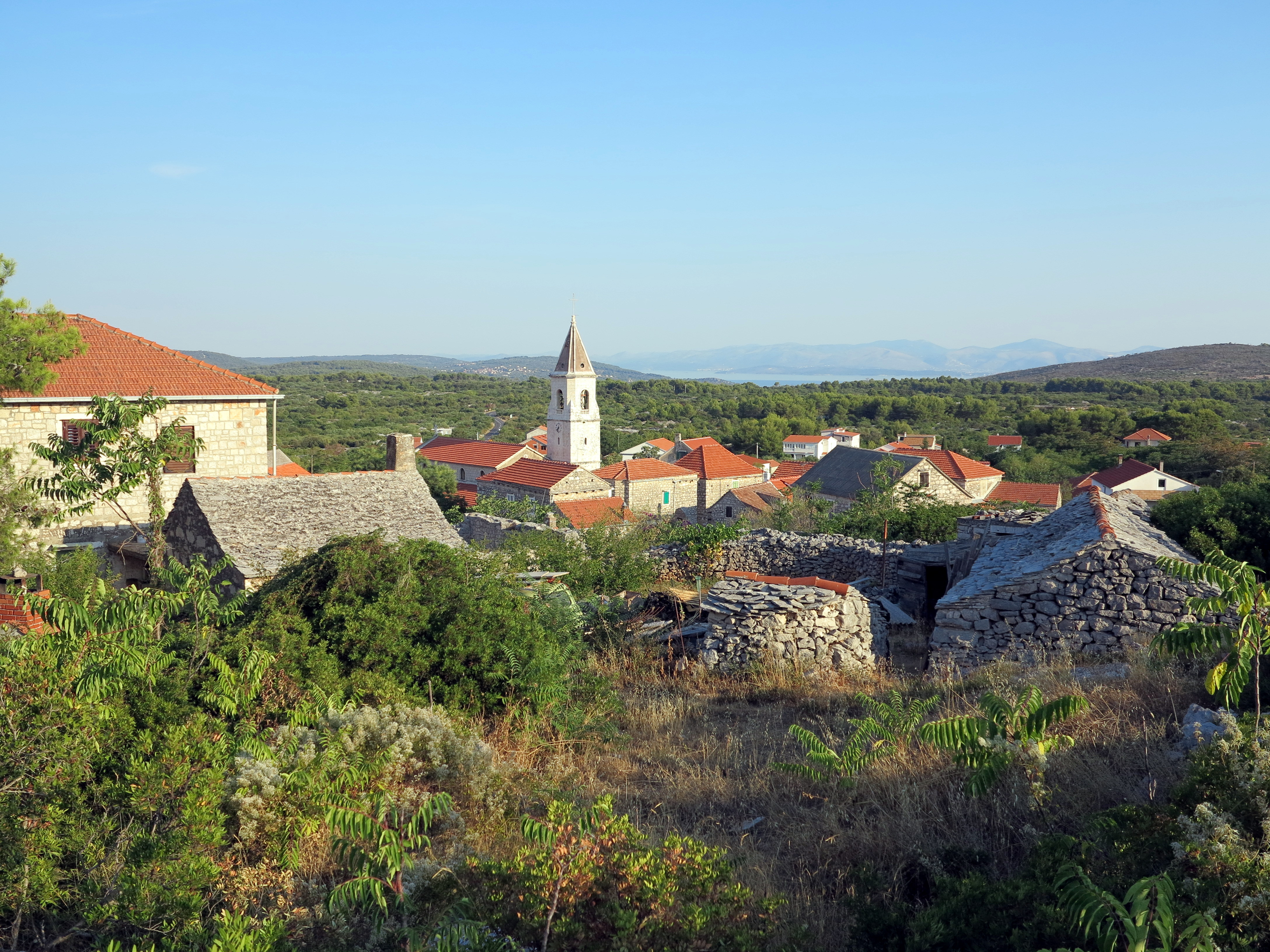
Gornje Selo

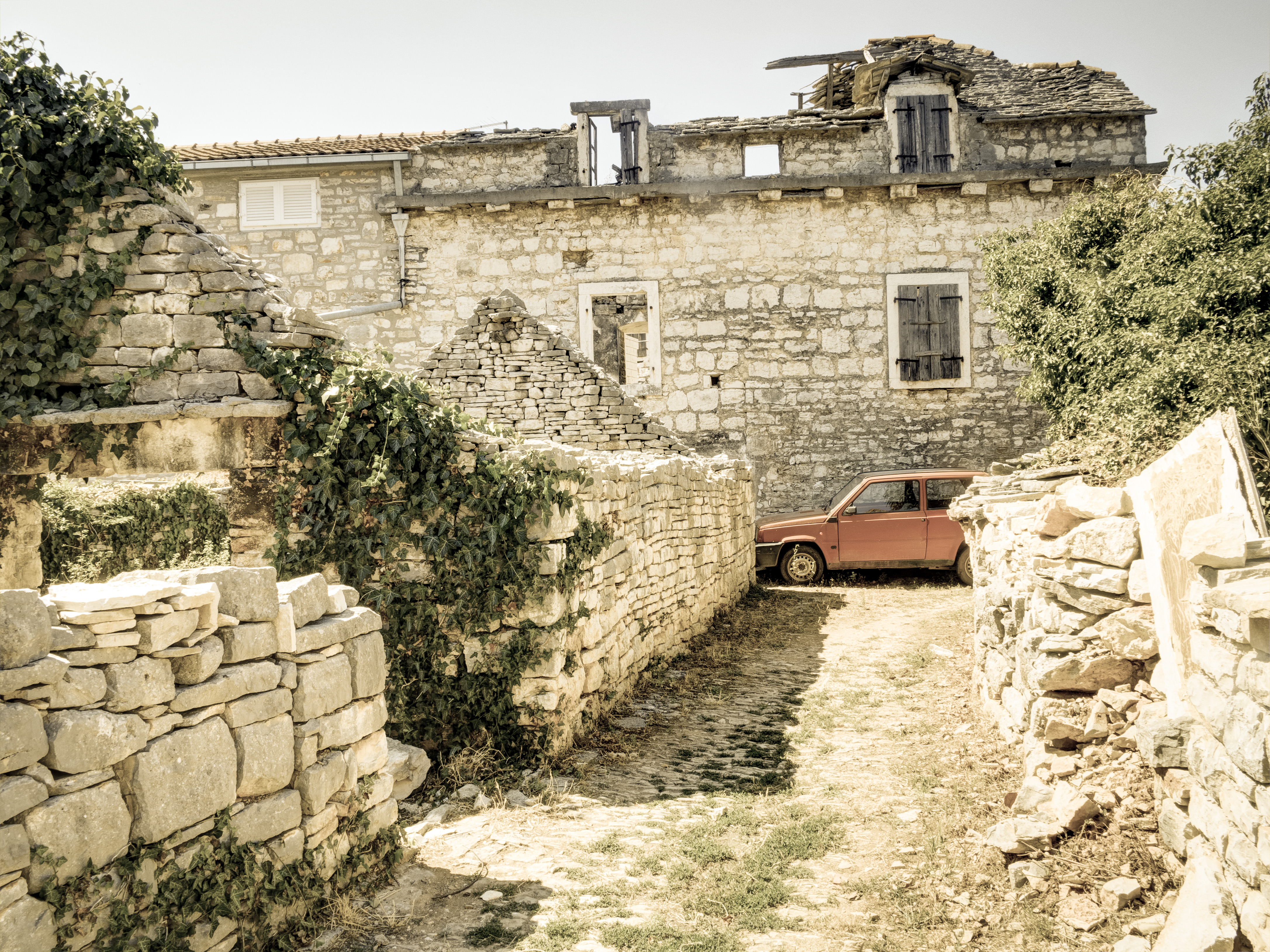
Verlassene Häuser in Grohote

Nach dem Ende der Republik Venedig 1797 fiel Dalmatien im Vertrag von Campo Formio und damit auch Šolta an Österreich. Mit dem Frieden von Pressburg kam das Gebiet 1805 an das napoleonische Frankreich, das es in das Königreich Italien integrierte. Damit wurde die Insel Šolta Teil der Illyrischen Provinzen.
Nach dem Wiener Kongress fiel der gesamte Landstrich 1815 wieder an Österreich, nun Kronland Dalmatien im Kaisertum Österreich. In einer Tagebucheintragung des Gelehrten Francesco Carrara, der 1843 Maslinica besuchte, heißt es: Übel stünde es um unsere dalmatinischen Aristokraten, wenn sie auf den Spuren der damaligen Zeiten weiter lebten. Dank sei der französischen Revolution und der österreichischen Justiz, die den größten Teil der Titel des hl. Markus und die Eitelkeit, welche die Ungarn in Dalmatien hinterließen, für ungültig erklärt haben.
Nach dem Österreichisch-Ungarischen Ausgleich von 1867 blieb das autonome Kroatien-Slawonien unter den Ländern der ungarischen Krone; Dalmatien gehörte zu den im Wiener Reichsrat vertretenen Königreichen und Ländern. Im Jahr 1900 hatte das Kronland Dalmatien 12.835 km² und 610.000 Einwohner. Dalmatien war mit Triest und Istrien der wichtigste Küstenbereich der k.u.k. Kriegsmarine, in der viele Offiziere und Matrosen aus Dalmatien dienten. Aus dem 18. Jahrhundert stammen die casella, kleine Häuschen, die als Desinfektionsgebäude für Schiffe dienten und in Stomorska, Rogač, zwischen Rogač und Nečujam, in Maslinica und in Straćinska noch zu sehen sind. 1867 wurde dem Pfarrer zu Grohote, Michael Vuskovič, von Kaiser Franz Joseph I. „in Anerkennung seiner vieljährigen verdienstlichen Leistungen auf dem Gebiete der Kirche und der Volksbildung, so wie seines sonstigen gemeinnützigen Wirkens das goldene Verdienstkreuz mit der Krone“ verliehen.
Der Telegraph kam erst spät nach Šolta. 1874 wurde die k.k. Staats-Telegraphen-Station Grohote dem Betrieb bei „beschränktem Tagesdienste“ übergeben. Das war zur gleichen Zeit wie in anderen kleineren Orte der Monarchie wie beispielsweise im Kärntner Sankt Paul im Lavanttal oder in Pontafel (Pontebba) im Kanaltal.
Die grundsteuerliche Gliederung der österreich-ungarischen Verwaltung erfolgte nach „Fractionen“. Die Ortsgemeinde Šolta war unterteilt in die Katastralgemeinden Grohote, Donje-Selo, Gornje-Selo und Srednje-Selo, also unter den kroatischen Ortsbezeichnungen. Šolta wurde von der Verwaltung aber nicht mehr zur Gänze im Grundbuch erfasst. Für Teile der Insel gibt es bis heute nur den Kataster, d. h. Lagepläne der Immobilien, in die Eigentums- und Nutzungsrechte nicht unmittelbar eingetragen sind. Das macht Immobilien-Transaktionen mitunter schwierig.

### Adel und Pächter
Die Nähe zu Split – Šolta schützte die Stadt gegen Südwesten hin zum offen Meer gegen Wetter und feindliche Mächte – führte dazu, dass die Insel als Rohstofflieferant vom 14. Jahrhundert bis 1905 vom Adel aus Split beherrscht wurde. Während im österreichischen Teil der Monarchie sich die Ideen der Französischen Revolution und der Revolution von 1848/49 stärker verbreiteten, mussten die Pächter Šoltas, weil der Grund und Fischrechte dem Adel gehörte, lange auf die Grundentlastung warten.

Karte von Šolta und den Nachbarinseln aus dem Jahr 1869

Die Gemeinde Split verkaufte bis 1853 die Erträge der Insel in öffentlichen Auktionen. Insbesondere seit der Revolution von 1848/49, in deren Folge es im österreichischen Teil der Monarchie zur Grundentlastung kam und die Bauern sich von der Grundherrschaft frei kaufen konnten, begehrten die Kolonialpächter von Šolta gegen die Grundbesitzer auf. Nach Jahrzehnten der Verhandlungen kam es 1884 zu einer vorläufigen Einigung zwischen Šolta und Split. Erst im Juni 1905 jedoch wurde der endgültige Kaufvertrag von allen Pächtern unterschrieben. Das Ende des Kolonats, der erblichen Bodenpacht, wurde mit einem großen Fest gefeiert. Der Kaufpreis für 5.000 Hektar Land betrug 900.000 Kronen bzw. 450.000 Forint mit einem Zinssatz von 4,5 % auf 25 Jahre.
Die Abgeschiedenheit der Insel machte es für die adligen Grundeigentümer schwierig, den Ertrag ihrer Bauern zu kontrollieren. Bewaffnete Kontrolleure, die Sagumare (was für Messgerät oder gebogene Bohrstange Saguma steht), kamen zur Erntezeit auf die Insel und suchten mit eisernen Stangen im Heu und Stroh nach versteckten Ernteerträgen wie Dinkel, Gerste oder Trauben. Die Bewohner von Šolta zeigen bei Interesse die in den Steinmauern und -haufen zwischen den Feldern angelegten Verstecke, die noch immer zu sehen sind.

### Auswanderung

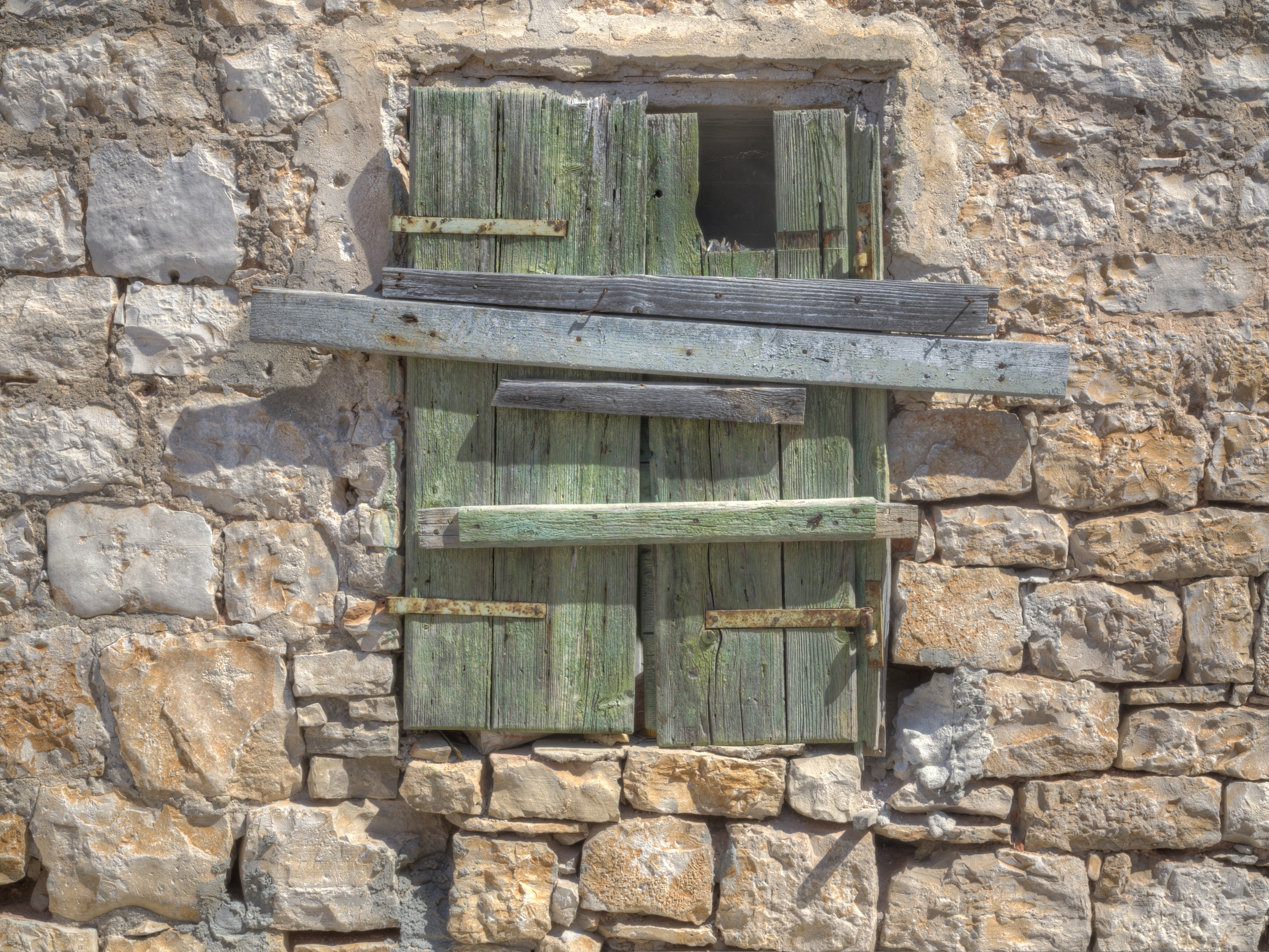
Verschlossenes Fenster in Grohote

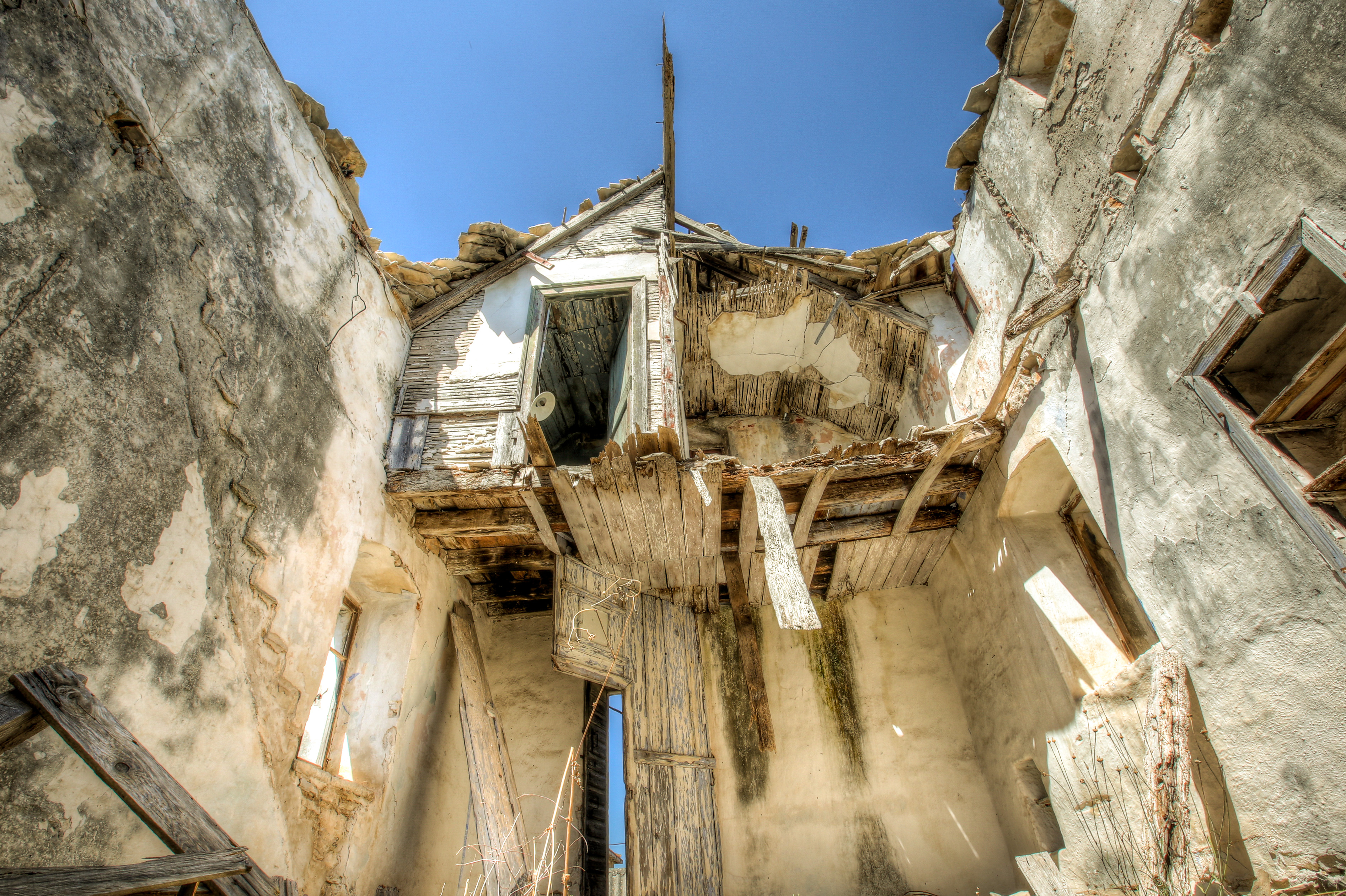
Verfallendes Haus in Grohote

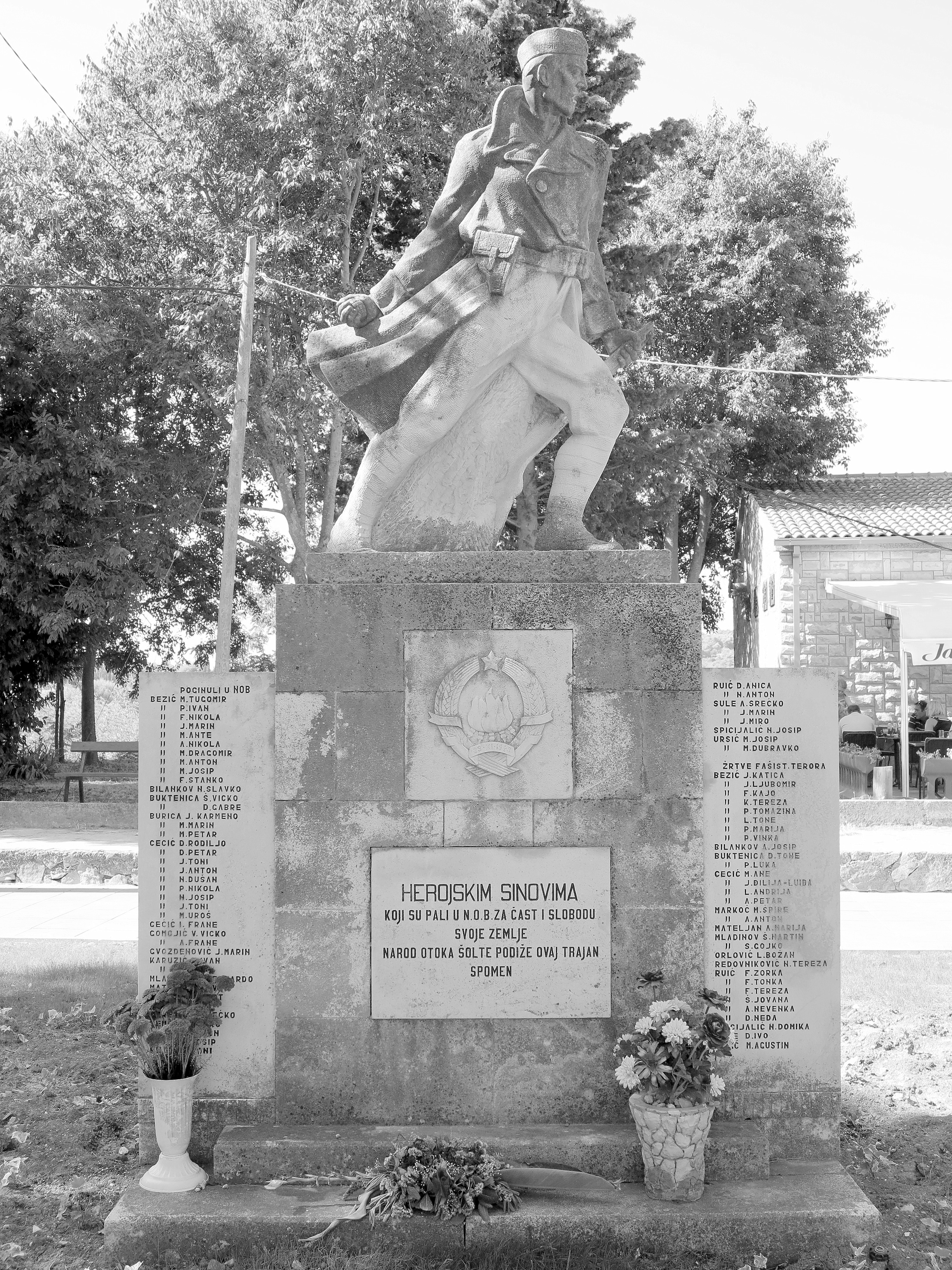
Kriegerdenkmal in Grohote

Ab der zweiten Hälfte des 19. Jahrhunderts führten landwirtschaftliche Probleme (ausländischer Billigwein und die Reblaus), die lange unsichere rechtliche Situation (Freikauf von der Adelsherrschaft), dann die für die armen Bewohner hohen Kosten für den Grundkauf und später die politischen Entwicklungen des 20. Jahrhunderts zu einer starken Emigration. Neben den Städten Westeuropas wanderten viele nach Australien, Neuseeland oder Nord- und Südamerika aus. Viele Auswanderer unterstützten später Projekte in ihrer früheren Heimat wie den Bau von Schulen in Donje Selo (1928) und Maslinica (1935) oder von Wasserspeichern in den Dörfern bzw. Zisternen auf den Feldern (Basilija, Svilaja). Das Geld der Auswanderer führte um 1900 zu einem Bauboom auf der Insel. In dieser Zeit entstanden die meisten mehrgeschossigen Häuser. Diese Häuser verfügen aus heutiger Sicht über eine schlechte Wohnqualität. Sie sind im Winter kaum heizbar. Das Holz der Dachstühle mit den typischen Steindächern ist meist von minderer Qualität. Eine Restaurierung ist sehr aufwändig.
Die Dürre war auf der Insel immer wieder ein großes Thema. Nordöstlich von Gornje Selo, in der Nähe der Stelle, in der vom 13. bis 15. Jahrhundert das Benediktinerkloster Madonna unter den Tannen stand, liegt die Kirche der Madonna von Stomorija. Die Kirche war für die Šolteraner ein beliebter Wallfahrtsort. Kurz vor Maria Himmelfahrt pilgerten man von der ganzen Insel, das letzte Stück von Gornje Selo sogar barfuß, zum Madonnenbildnis. Bei großer Dürre wurde das Madonnenbild zur Kirche des heiligen Ivan in Gornje Selo getragen und eine Woche lang gebetet und Rituale vollzogen, um den Regen herbeizurufen.
Die Namen der Einwohner Anfang des 15. Jahrhunderts zeigen, dass die Untertanen des Adels hauptsächlich Kroaten waren. Von den 266 bekannten Familien dieser Zeit waren 1940 noch immer 109 auffindbar. Die vom 17. Jahrhundert bis in die 1930er Jahre zugewanderten Familien kamen aus Mostar, dem Hinterland von Split und Trogir. Die meisten Inselbewohner sind römisch-katholisch. Charakteristisch für die Insel sind die vielen verfallenen Häuser auf der Insel. Bedingt durch die Auswanderung sind bei vielen Liegenschaften die Eigentumsverhältnisse ungeklärt.

### Zweiter Weltkrieg

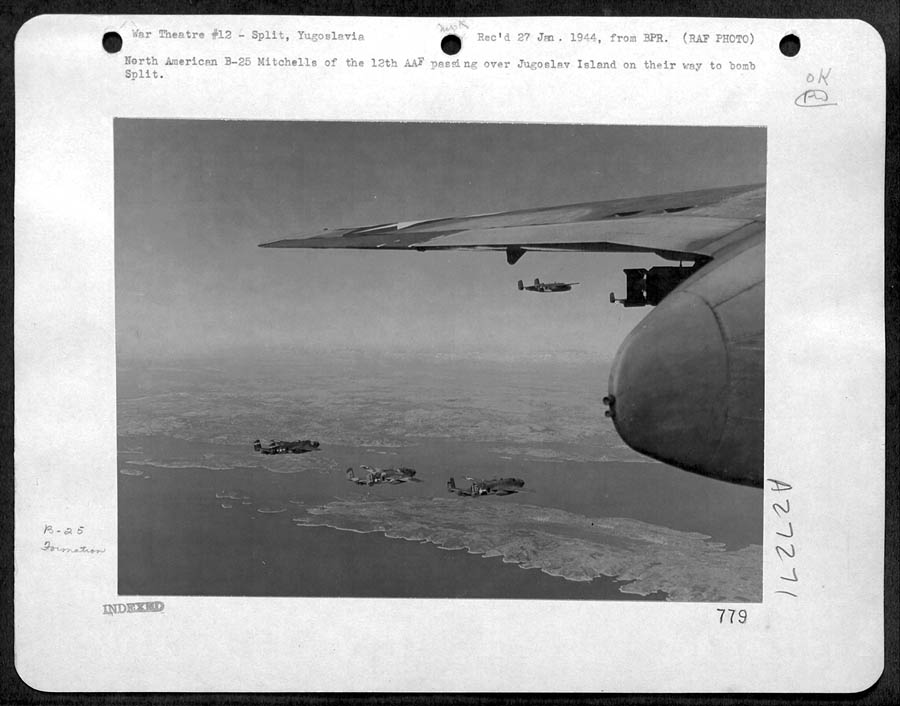
Alliierte Bomber beim Anflug auf Split, 20. Januar 1944

1941 wurde Šolta im Zuge des deutschen Balkanfeldzugs von italienischen Truppen annektiert. Einige der Bewohner setzten sich zur Wehr und gründeten im Sommer 1942 ein Volksbefreiungskomitee und kämpften als Partisanen gegen die Besatzer. Einige kollaborierten mit den Italienern, andere schlossen sich den kroatischen Faschisten der Ustascha an. Die Folgen für die Inselbewohner waren fürchterlich. Traurige Berühmtheit erlangte eine Karsthöhle in der Gegend von Gornje Selo, die Jama, wo eine Lehrerin von den Tito-Partisanen hingerichtet wurden, weil sie mit den Italienern kollaboriert habe. Italiener und deutsche Wehrmacht reagierten heftig auf den Widerstand. Im Lauf des Weltkrieges wurden 1825 Bürger aus Šolta vertrieben. 939 wurden nach El Shatt am Sinai am südlichen Ende des Suezkanals in Ägypten deportiert. Grohote wurde durch italienische Bombenangriffe beschädigt. In der Endphase des Krieges lebte über ein halbes Jahr kein einziger Einwohner auf der Insel. Auch die Rückkehr war gefährlich. Wichtige Verbindungen wie der alte Hohlweg zwischen Rogač und Grohote waren vermint.

### Jugoslawien
Nach der Etablierung des jugoslawischen Staates hatten alle Segelbootsbesitzer Šoltas ihre Segel abzugeben, damit frühere Ustascha-Anhänger nicht die Flucht nach Italien ergreifen konnten. Einige hatten mit versteckten Segeln im Wald vorgesorgt und wanderten in die USA oder nach Kanada aus. Selbst im Ausland Gestorbenen wurde in den 1970er Jahren von den Behörden eine Bestattung im Heimatland nicht erlaubt.
Im Mai 1952 wurde die Gemeinde Šolta neu gegründet. Bald darauf begann die Elektrifizierung. Eine feste Wasserleitung vom Festland kam erst 1972. Davor erfolgte die Trinkwasserversorgung mit Wassertankschiffen. Die Erwerbsmöglichkeiten auf der Insel blieben schlecht. 1953 gab es zwei Unternehmensgründungen. Eine Firma bemühte sich um die Etablierung des Tourismus. Die andere war ein Tochterunternehmen der Jugoplastika, eines der größten Industrieunternehmen in Ex-Jugoslawien. Es gab eine Fabrik in Grohote, bei der über zwei Jahrzehnte ein Großteil der Inselbewohner arbeitete. In Nečujam wurde auch ein kleines Spritzgusswerk errichtet. Aufgrund der hohen Transportkosten und kleinen Betriebsflächen war die Produktion ohne staatliche Subventionen aber nicht wirtschaftlich und wurde wieder eingestellt.
Projekte von Rückkehrern hingegen wurden boykottiert. Ein Australier wollte eine Hühnerfarm und Melonenzucht aufbauen, bekam aber keine Unterstützung. Von Kriegsende bis 1958 wanderten noch einmal rund 1000 Einwohner aus, wodurch sich Einwohnerzahl um die Hälfte verringerte. Die schlechte Situation auf der Insel wurde in Split zum geflügelten Wort. Die ärgste Verwünschung, die eine verärgerte Mutter ihrer Tochter an den Kopf werfen konnte, war „Dabog da te Šolta dopala!“ (Es möge Šolta Dein Schicksal sein!).
Der Zusammenbruch Jugoslawiens ab 1991 führte 1993 zu einer Neugründung der Gemeinde, die nun in den Räumen des Kastells Slaviča in Grohote ihren Sitz hat. Heute ist der Tourismus die wichtigste wirtschaftliche Perspektive. Ein Problem dabei ist allerdings der Mangel an Arbeitskräften auf der Insel.

### Kroatienkrieg

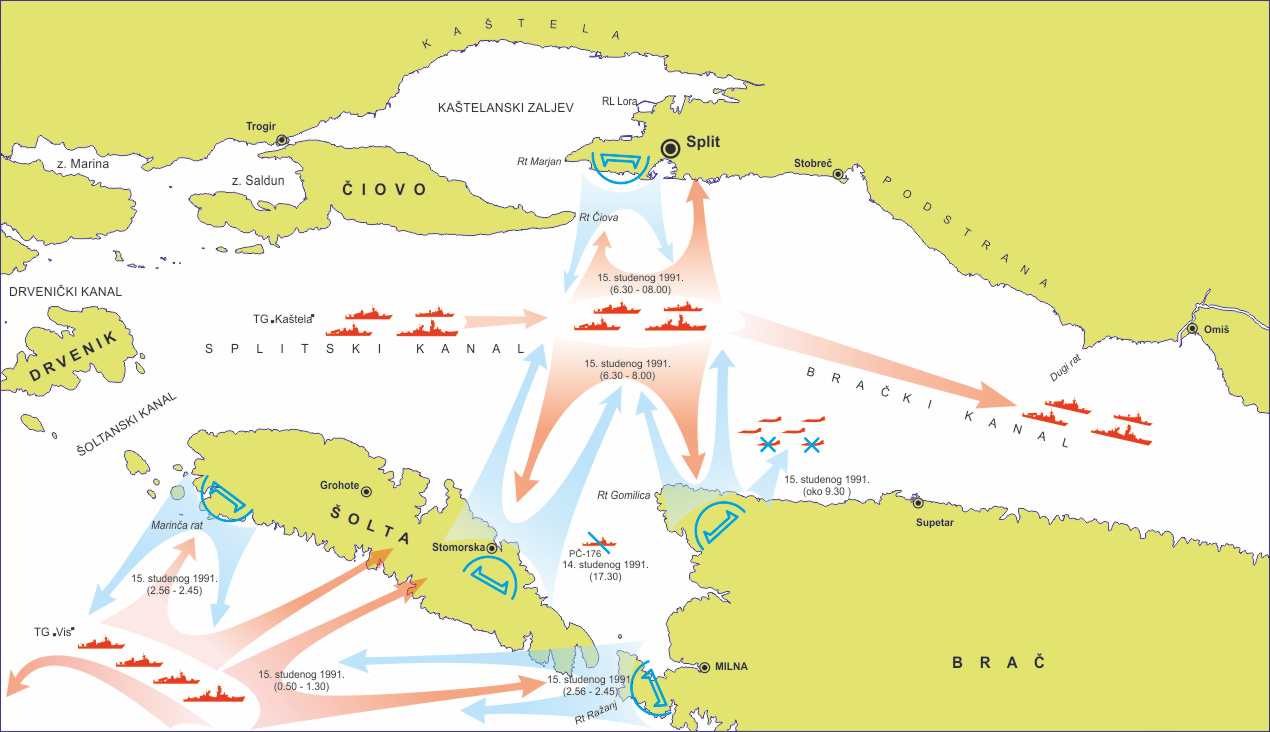
Gefecht im Kanal von Split
am 15. November 1991

Als Kroatien seine Unabhängigkeit erklärte, war Split eine wichtige Garnisonsstadt der Jugoslawischen Volksarmee (JNA) mit Soldaten aus ganz Jugoslawien sowie die Zentrale der jugoslawischen Kriegsmarine (JRM). Die politische Situation führte insbesondere ab Sommer 1991 über Monate zu Spannungen und Vorfällen zwischen der serbisch dominierten JNA und der kroatischen Nationalgarde. Die kroatische Marine (HRM) war zu dieser Zeit auf See noch nicht einsatzfähig und begann mit dem Aufbau von Küstenbatterien (OTB) am Festland bzw. auf Inseln wie Šolta und Brač. Die Batterien auf Šolta lagen südöstlich von Maslinica zum offen Meer hin sowie bei Stomorska Richtung Split. Als Gegenmaßnahme verhängte die JRM mehrere Seeblockaden, bei denen Ziele an Land beschossen wurden. Am 14. November formierte sich die taktische Gruppe „Kastela“ der JRM mit mehreren Schiffen im Splitski Kanal zwischen den Inseln Šolta und Čiovo bzw. mit weniger Schiffen im Südosten von Split und südlich von Šolta. Der schlimmste Vorfall ereignete sich im Morgengrauen des 15. November 1991, als die JRM-Fregatte Split Granaten auf die Stadt und ihre Umgebung abfeuerte. Der Sachschaden war nicht sehr groß, aber es gab sechs Tote. Durchwegs zivile Ziele wurden beschossen. In Šolta gab es Beschädigungen in Gornje Selo. Über Šolta wurden zwei feindliche Flugzeuge abgeschossen, deren Piloten ins Meer sprangen. Ein von einem Torpedo beschädigtes Kanonenboot der JRM wurde von Fischerbooten in den Hafen von Stomorska geschleppt und damit vor dem Untergang gerettet. Nach der Instandsetzung wurde das Schiff später von der HRM PB-62 Šolta (seit 2008 OB-02 Šolta) genannt. Die weitaus stärkere JRM konnte sich gegen die kroatischen Kräfte nicht durchsetzen. Der Kampf gilt für den weiteren Kriegsverlauf an der Küste als richtungsweisend. Die JNA und JRM evakuierten im Januar 1992 ihre gesamten Truppen aus Split.
Am 2. August 2019 wurde vor dem Rathaus in Grohote ein Denkmal des Bildhauers Pero Jakšić aus Donji Humac in Brač eingeweiht, das an drei tote Veteranen von Šolta erinnert.
Die Aufgaben im Selbstverwaltungsbereich der Gemeinde sind seit 2018 in einem Statut geregelt. Perspektiven für die Zukunft wurden im Papier Entwicklungsstrategie der Gemeinde Šolta bis 2020 festgeschrieben.

### Tourismus
Seit dem Aufschwung des Tourismus wird vor allem im Küstenbereich gebaut, während viele Häuser und landwirtschaftliche Gebäude im Inselinnern verfallen. Seit Ende 2005 sind verbindliche Bebauungspläne in Kroatien vorgeschrieben bzw. im Zuge des EU-Beitritts wurde das Baurecht novelliert. Näher als 70 m entfernt vom Ufer darf außerhalb von Ortschaften nicht mehr gebaut werden. Schwarzbauten werden seit 2007 zunehmend abgerissen. Das heutige Luxushotel Schloss Martinis Marchi in Maslinica wurde von einem deutschen Investor auf Basis einer internationalen Ausschreibung gekauft. Die staatliche Forstbehörde hingegen vertritt die Ansicht, dass die Gemeinde die Anlage nicht hätte verkaufen dürfen.

### Demographie
2011 hatte die Insel 1675 Einwohner. Ende des 19. Jahrhunderts waren es noch 3687. Wie die Einwohnerentwicklung der großen Orte zeigt, wird erst langsam wieder das Bevölkerungsniveau des 19. Jahrhunderts erreicht, wobei allerdings die Anzahl der Häuser massiv gestiegen ist. Tatsächlich dürften weniger Menschen auf der Insel wohnen, als die aktuelle Einwohnerstatistik ausweist. Da es auf der Insel viele Fälle von unklaren Eigentumsverhältnissen gibt, werden Scheinmeldungen vermutet. Ansonst weist die Statistik vier Ärzte, vier Krankenschwestern, elf Gemeindeangestellte und zwanzig Kommunalarbeiter aus. Die Bewohner werden im Kroatischen Šoltanin (Mann) und Šoltanka (Frau) genannt.
| Bevölkerung in den Dörfern 1857–2011 | Bevölkerung in den Dörfern 1857–2011 | Bevölkerung in den Dörfern 1857–2011 | Bevölkerung in den Dörfern 1857–2011 | Bevölkerung in den Dörfern 1857–2011 | Bevölkerung in den Dörfern 1857–2011 | Bevölkerung in den Dörfern 1857–2011 | Bevölkerung in den Dörfern 1857–2011 | Bevölkerung in den Dörfern 1857–2011 | Bevölkerung in den Dörfern 1857–2011 | Bevölkerung in den Dörfern 1857–2011 | Bevölkerung in den Dörfern 1857–2011 | Bevölkerung in den Dörfern 1857–2011 | Bevölkerung in den Dörfern 1857–2011 | Bevölkerung in den Dörfern 1857–2011 | Bevölkerung in den Dörfern 1857–2011 | Bevölkerung in den Dörfern 1857–2011 |
| ------------------------------------ | ------------------------------------ | ------------------------------------ | ------------------------------------ | ------------------------------------ | ------------------------------------ | ------------------------------------ | ------------------------------------ | ------------------------------------ | ------------------------------------ | ------------------------------------ | ------------------------------------ | ------------------------------------ | ------------------------------------ | ------------------------------------ | ------------------------------------ | ------------------------------------ |
| Jahr                                 | 1857                                 | 1869                                 | 1880                                 | 1890                                 | 1900                                 | 1910                                 | 1921                                 | 1931                                 | 1948                                 | 1953                                 | 1961                                 | 1971                                 | 1981                                 | 1991                                 | 2001                                 | 2011                                 |
| Grohote                              | 750                                  | 870                                  | 944                                  | 1160                                 | 1362                                 | 1245                                 | 1212                                 | 1269                                 | 996                                  | 992                                  | 913                                  | 712                                  | 619                                  | 631                                  | 425                                  | 441                                  |
| Gornje Selo                          | 356                                  | 517                                  | 491                                  | 592                                  | 715                                  | 725                                  | 809                                  | 641                                  | 629                                  | 578                                  | 437                                  | 349                                  | 252                                  | 252                                  | 217                                  | 237                                  |
| Stomorska                            | 112                                  | 0                                    | 165                                  | 199                                  | 294                                  | 295                                  | 213                                  | 312                                  | 312                                  | 286                                  | 303                                  | 206                                  | 101                                  | 117                                  | 199                                  | 241                                  |
| Maslinica                            | 92                                   | 0                                    | 123                                  | 157                                  | 173                                  | 171                                  | 169                                  | 199                                  | 180                                  | 191                                  | 179                                  | 147                                  | 64                                   | 69                                   | 174                                  | 208                                  |
| Rogač                                | 0                                    | 0                                    | 13                                   | 59                                   | 0                                    | 17                                   | 0                                    | 0                                    | 0                                    | 36                                   | 50                                   | 49                                   | 0                                    | 0                                    | 100                                  | 110                                  |
| Nečujam                              | 0                                    | 0                                    | 0                                    | 0                                    | 0                                    | 0                                    | 0                                    | 0                                    | 0                                    | 12                                   | 19                                   | 6                                    | 0                                    | 0                                    | 80                                   | 173                                  |
| Donje Selo                           |                                      |                                      |                                      |                                      |                                      |                                      |                                      |                                      |                                      |                                      |                                      |                                      |                                      |                                      |                                      | 161                                  |
| Srednje Selo                         | 256                                  | 325                                  | 316                                  | 355                                  | 394                                  | 372                                  | 324                                  | 309                                  | 321                                  | 308                                  | 285                                  | 206                                  | 143                                  | 150                                  | 128                                  | 104                                  |
| Dörfer gesamt                        | 1566                                 | 1712                                 | 2052                                 | 2522                                 | 2938                                 | 2825                                 | 2727                                 | 2730                                 | 2438                                 | 2043                                 | 2186                                 | 1675                                 | 1179                                 | 1219                                 | 1323                                 | 1675                                 |

## Flora und Fauna

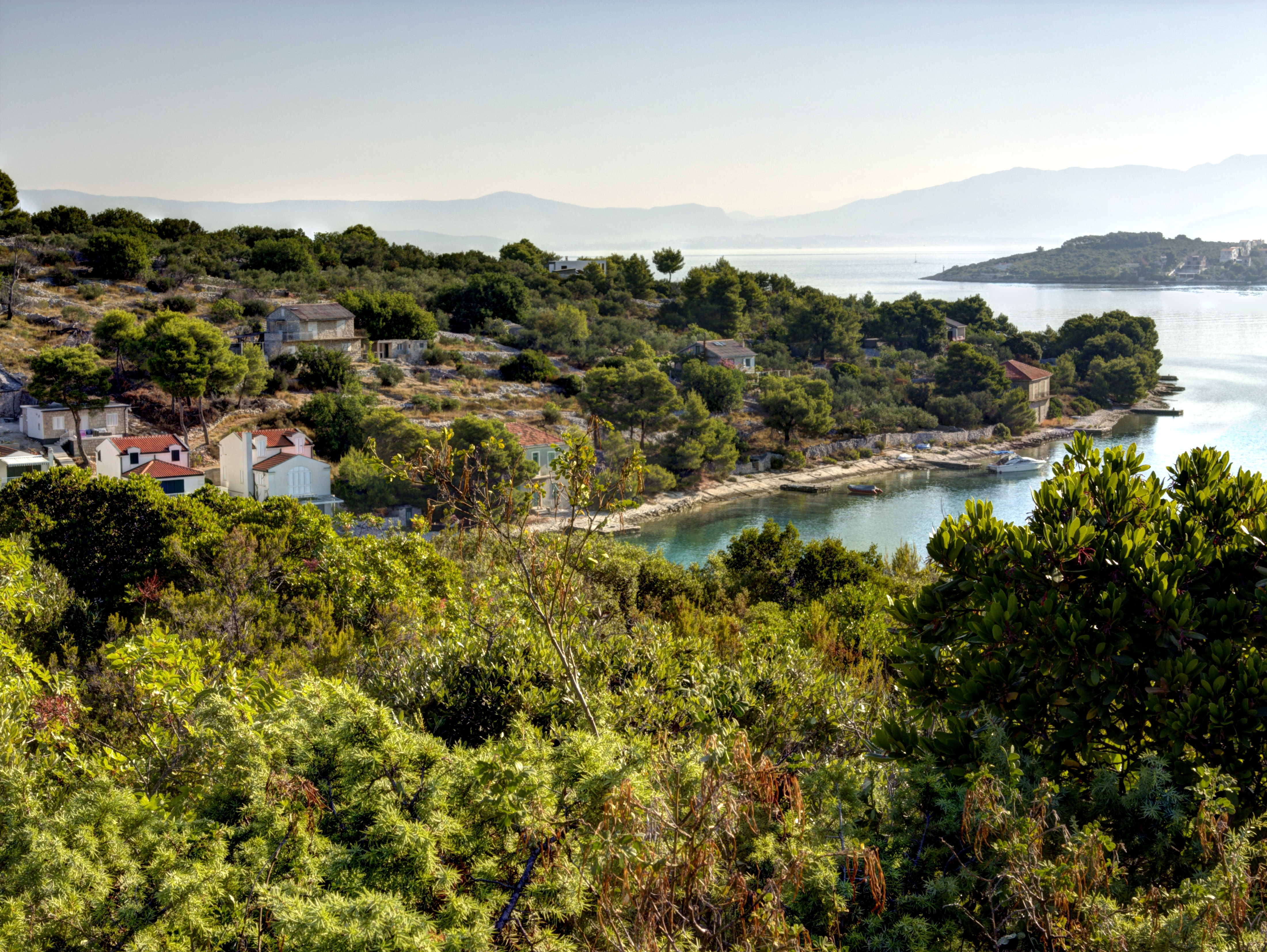
Küstenabschnitt in der Podkamenica, an dem Gestein für Olivenölgefäße abgebaut wurde

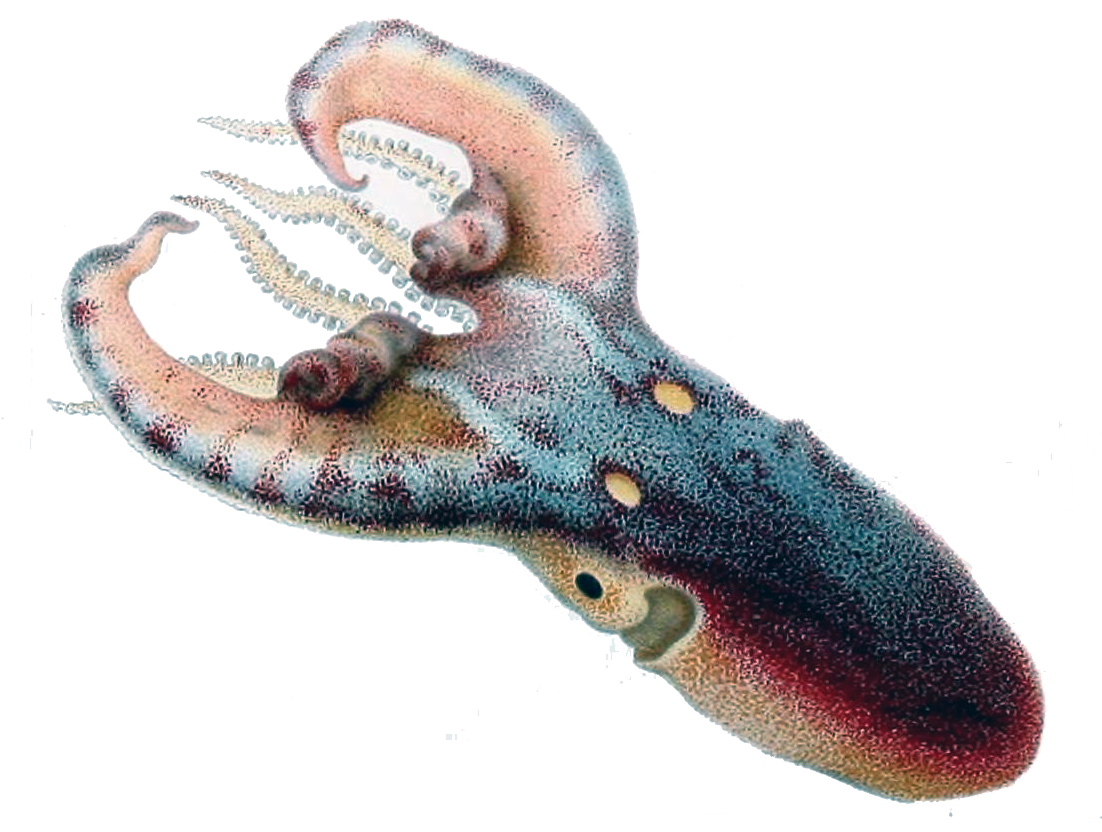
Löcherkrake

Fast die ganze Insel war eine seit alters her menschlich geprägte Kulturlandschaft mit Olivenhainen, Feigenbäumen, Weinbergen und beweidetem Wald. Noch in den 1920er Jahren hieß es, „das ganze Tal nördlich von Grohote“ sei ein Weingarten, „in dem riesige Trauben in überwältigender Menge hängen“. Vor allem in den letzten 50 Jahren hat die Kulturlandschaft der Insel jedoch eine stärkere Veränderung erfahren, als über viele Jahrhunderte davor. Seit dem späten Ende der Adelsherrschaft zersplittert der Grundbesitz immer mehr. Im Kommunismus wurden Kleinbauern nicht gefördert. Durch die Abwanderung fehlen die Arbeitskräfte in der Landwirtschaft sowie die Ziegen und Schafe für die extensive Weide, so dass Kulturflächen immer stärker zuwachsen. Bedingt durch Realteilung wurden Grundstücke so klein, dass man sich oft über Generationen nicht um die Abwicklung der Erbschaften kümmerte. Damit sind die Besitzverhältnisse oft unklar, womit Verkauf oder (rechtssichere) Pacht ausgeschlossen ist. Die Führung landwirtschaftlicher Betriebe ist unter diesen Umständen kaum möglich, da rentable Betriebsgrößen nicht verfügbar sind. Nur bei Staatsgrund ist die Pacht größerer Flächen möglich. Südlich der Straße von Donje Selo nach Maslinica gibt es auf einem Hügel einen großen neuen Weingarten.
Die alte landschaftsprägende kleinbäuerliche Struktur gibt es nicht mehr, aber sie ist immer noch präsent. Unübersehbar sind die vielen aufgehäuften Steinmauern, die die Feldbegrenzungen markieren. Auf den Karstfeldern im Inneren der Insel finden sich verschiedene Mittelmeerpflanzen. Die Flora und Fauna gilt mit über 100 Vogelarten, Wildschweinen oder Hasen als üppig. Das Symbol der Insel ist die „čuvita“, die Zwergohreule, die man gelegentlich auch tagsüber hört. Darauf geht auch der frühere Spottname der Inselbewohner, „čuvitari“, zurück. Typisch für die Insel ist das permanente Zirpen der Zikaden. Orangen und Zitronen können problemlos angebaut werden. Seit dem Bau der Wasserleitung vom Festland, 1972, steht hochwertiges Trinkwasser aus den Bergen um Split zur Verfügung.

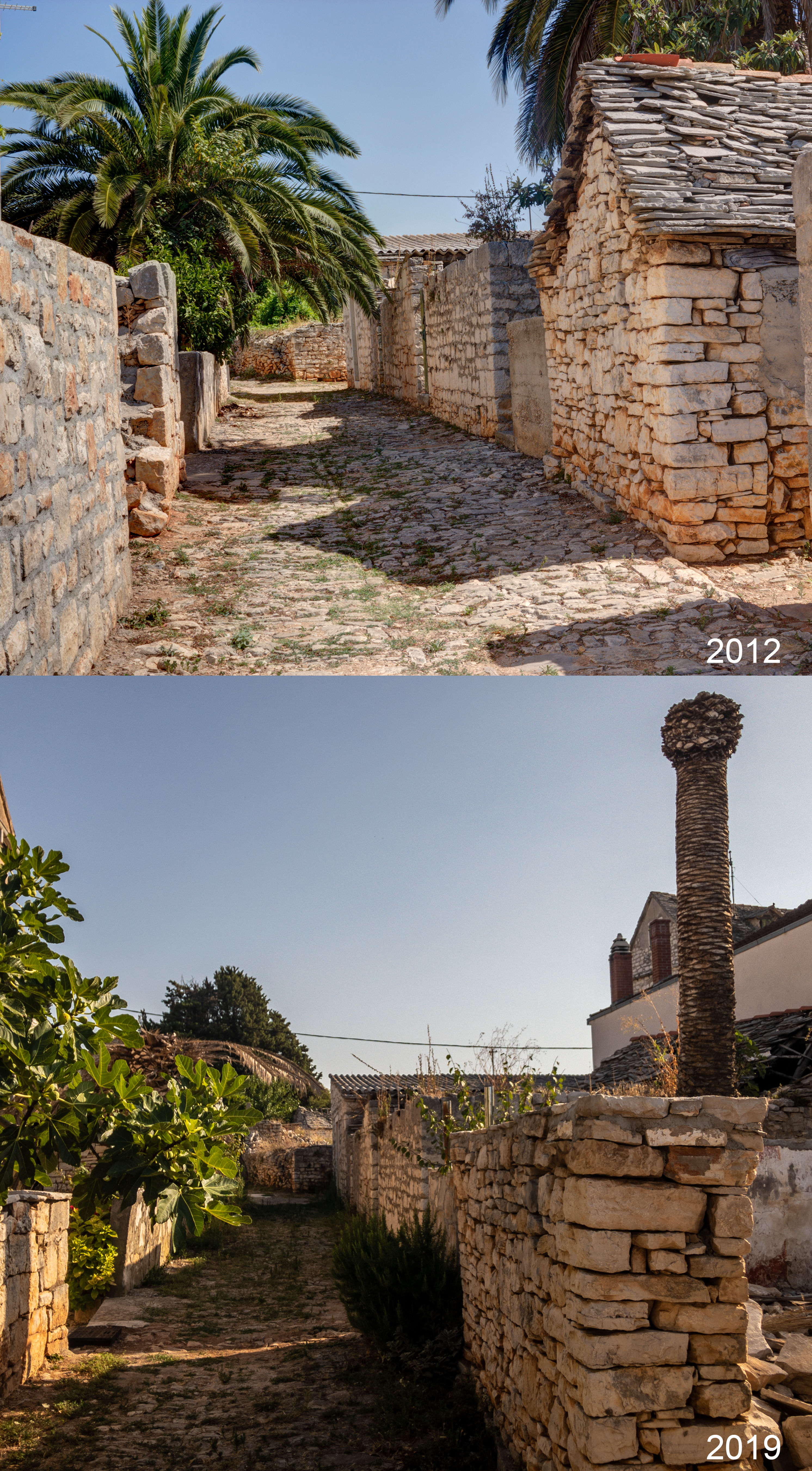
Palmensterben in Grohote

Die Insel liegt so weit südlich, dass Palmen wie die Dattelpalmen prächtig gedeihen. Der aus Malaysia über Afrika eingeschleppte Rote Palmen-Rüsselkäfer (Rhynchophorus ferrugineus) erreichte auch Šolta und breitet sich seither mangels natürlicher Feinde weiter in Kroatien aus. Trotz behördlicher Verbote (in Kroatien seit 2009) wurde durch Nichteinhaltung der Quarantänemaßnahmen, gefälschte Ursprungspapiere und fehlende oder unsachgemäße Entfernung befallener Pflanzen der Palmenbebestand auch in Šolta zerstört.
Im Juli 2019 kam es im Bereich der kroatischen Inseln Hvar, Brač und Šolta zu einem erhöhten Aufkommen der in der Adria sehr seltenen Löcherkrake (Tremoctopus violaceus). Von einem gehäuften Auftreten des Blanket Octopus in Dalmatien wurde zuletzt 1936 berichtet. Charakteristisch für diese Krake ist der enorme Größenunterschied zwischen Weibchen (bis zu 2,5 Meter) und Männchen (nur 2,4 Zentimeter).

## Wirtschaft

### Tourismus

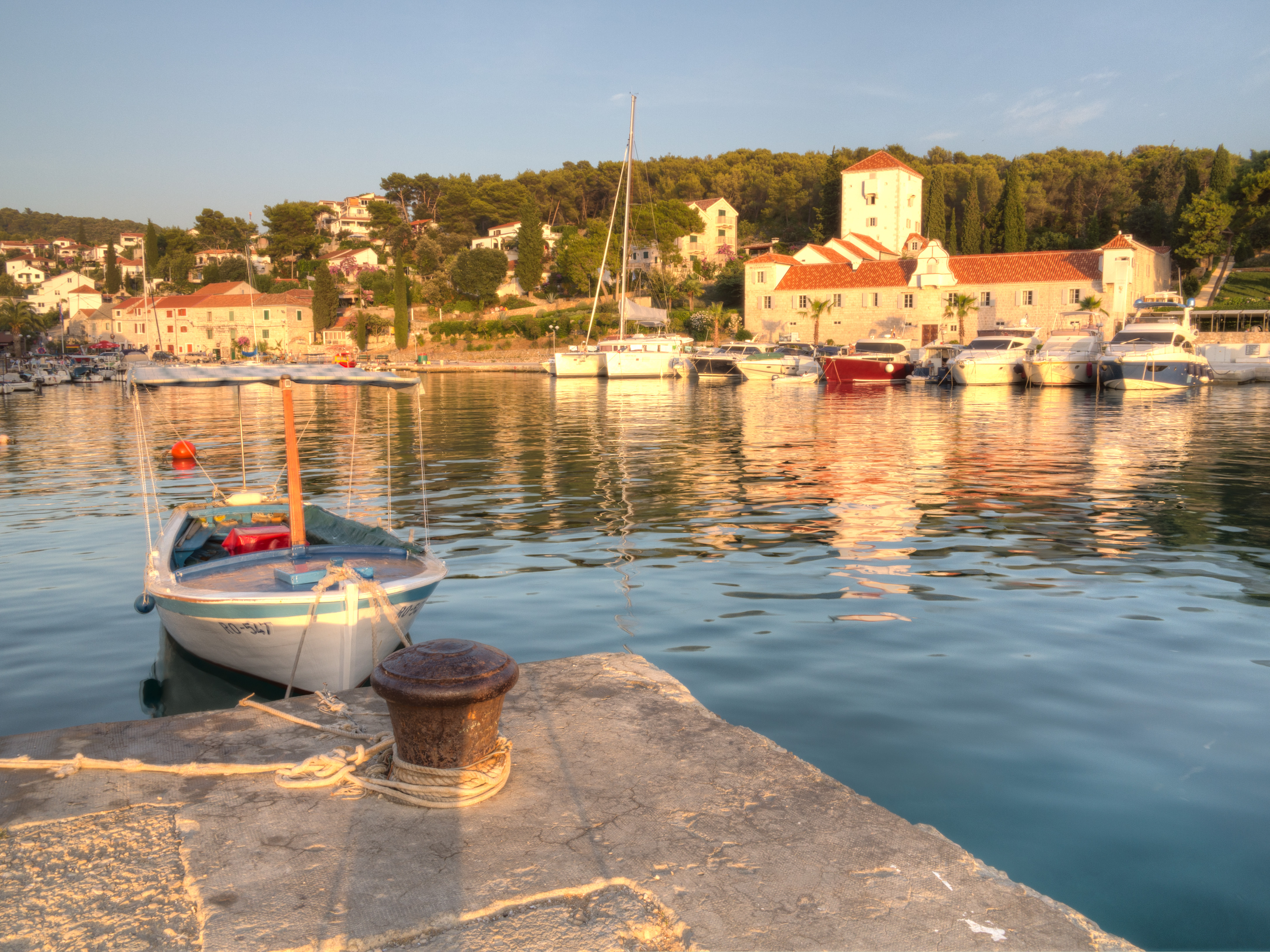
Martinis Marchi in Maslinica, früher Piratenschutz, heute Luxushotel

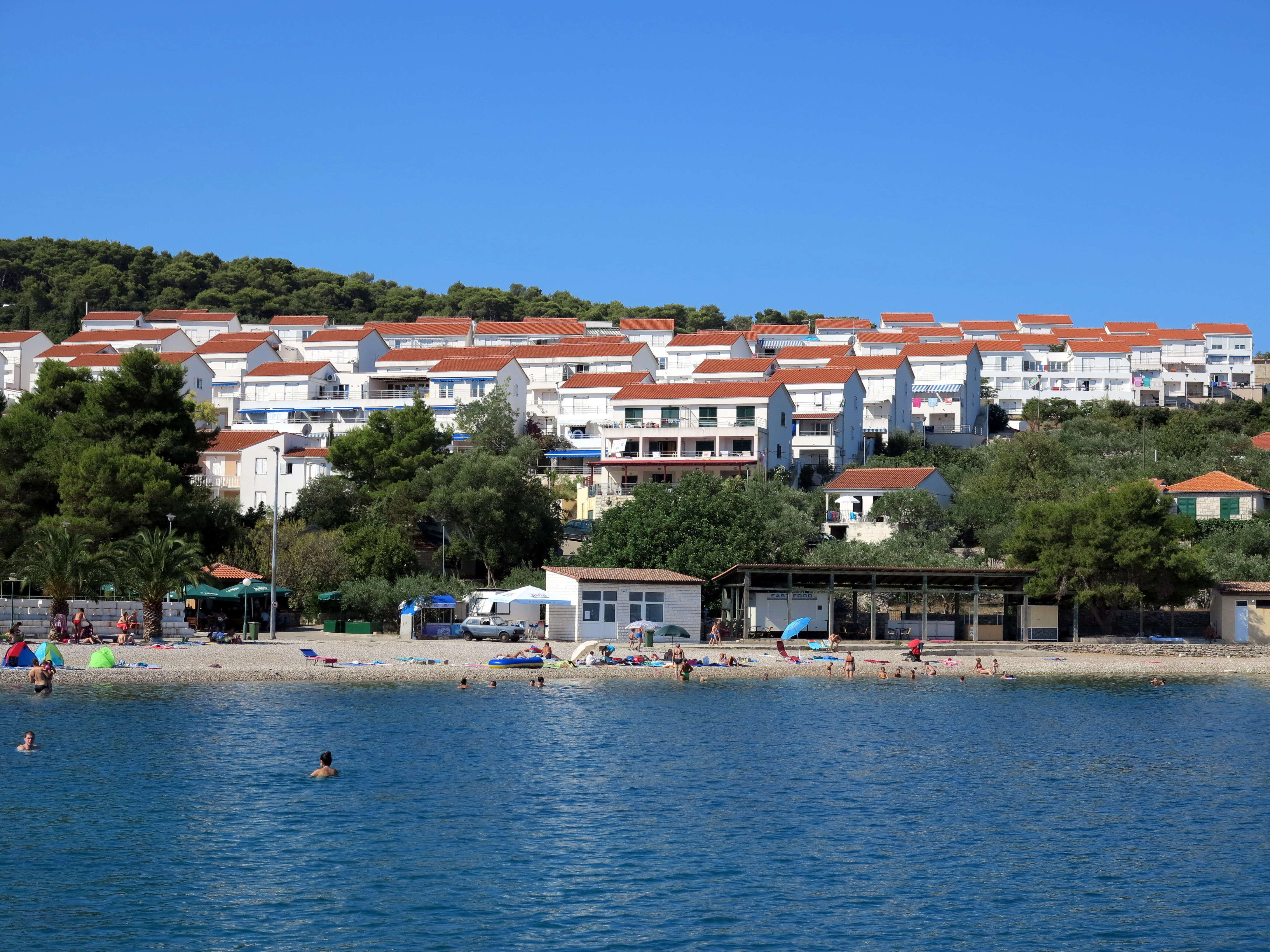
Einzige Appartementsiedlung der Insel

Während Split schon als Spalato (italienischer Name bis 1918) ein beliebtes Touristenziel war, war Šolta in der Zwischenkriegszeit noch eher etwas für Individualreisende. In einer Reisebeschreibung von 1928 heißt es, dass sich die Inseln auch darin vom Festland unterscheide, dass die Menschen dort keine Festtrachten mehr tragen. In der Frühphase des Dalmatien-Tourismus ab den 1950er Jahren war Šolta aufgrund der schlechteren Autos und der langen Fahrt auf der Adriatischen Küstenstraße zu weit von den Zentren entfernt. Bis heute ist Šolta vom Massentourismus verschont. So gibt es z. B. nur bei Nečujam eine Apartmentsiedlung, deren Betreiber insolvent wurde. Die meisten der neuen Häuser gehören Einwohnern von Split, die hier einen Zweitwohnsitz haben. Die täglich vier- bis sechsmal verkehrende Auto-Fähre legt in Rogač an.
2009 sollte ein futuristisches Großprojekt des Architekturbüros Richard Hywel Evans auf der Landzunge zwischen der Podkamenica und Maslinica in Nečujam in Form einer Marina mit einem Steg über die Piškera mit einem rotierenden Hotel entstehen, in dem jedes Zimmer Meerblick haben sollte. Auf einem Teil des vorgesehenen Geländes, vis á vis der Buchten Podkamenica und Maslinica soll ein Villenkomplex mit elf Häusern entstehen. Der Bereich hat nach wie vor eine touristische Widmung inklusive Hafenanlage.
Kritisiert wird auf Šolta die „unbedachte Raumplanung und der Bau neuer touristischer Zonen“ Neue Projekte würden keine Rücksicht auf die typische Architektur der Insel nehmen, nicht den Bauvorschriften entsprechen (Schwarzbauten) oder aufgrund der demographischen Situation (fehlende Arbeitskräfte) kein Gewinn für die Insel sein. Bemängelt wird auch das Fehlen eines Kanalisationssystems. Für die Kontrolle der Abwasserentsorgung stünden zu wenige Beamte zur Verfügung. Die Küstenwache habe zu wenig Personal und die Yachten, die in den Buchten ohne Liegegebühr ankern dürfen, verklappen ihre Abwässer oft unkontrolliert. Der Betrieb von den auf den Yachten mitgeführten Jet-Skis gefährde Schwimmer und Umwelt.

### Oliven

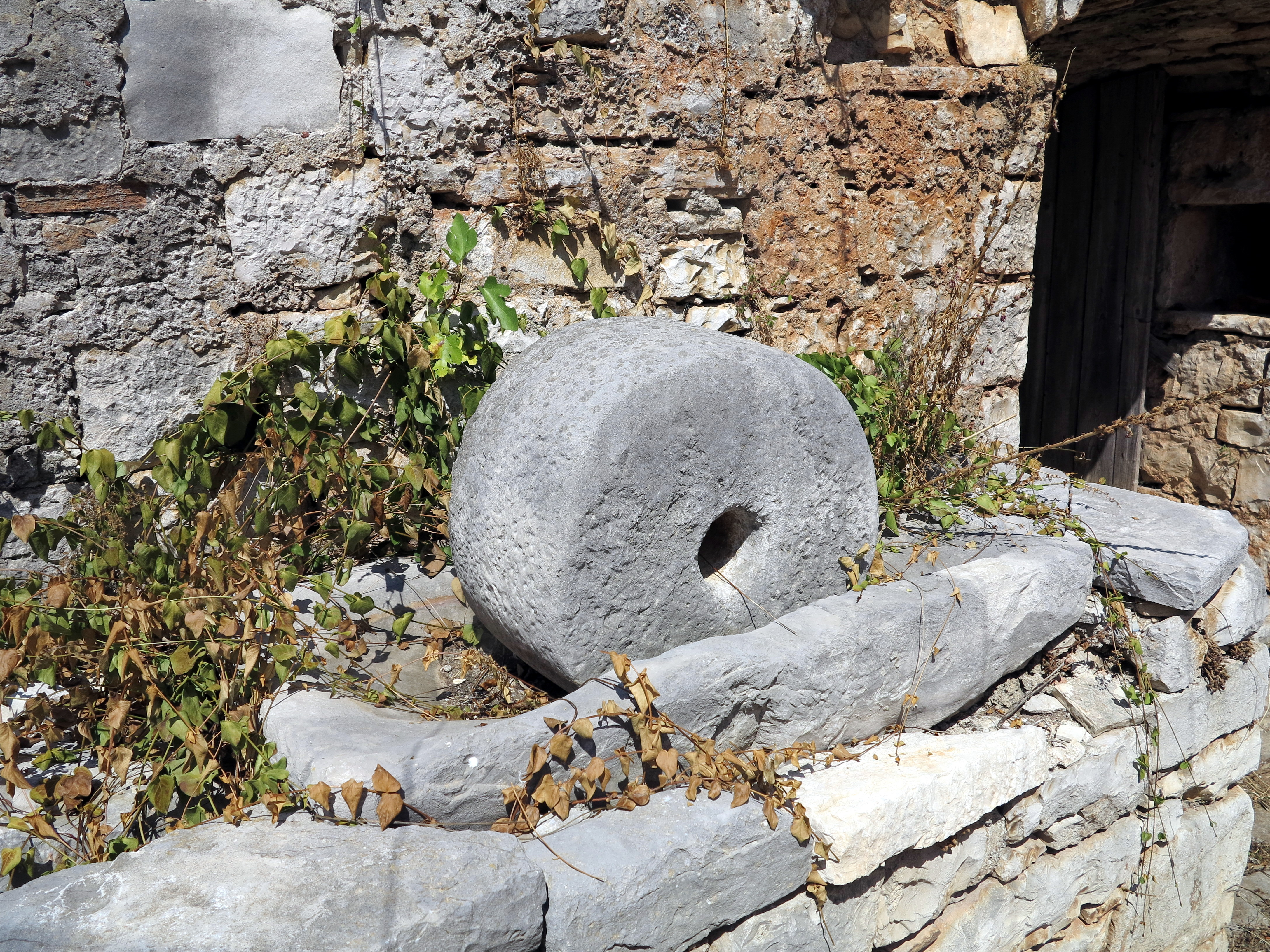
Historische Olivenpresse in Grohote

Šolta war vom 14. Jahrhundert bis 1905 im Besitz des Adels von Split bzw. der Katholischen Kirche. Die Nähe zur Stadt, ca. 17 km mit dem Schiff, prädestinierte die Insel zu einem wichtigen Lieferanten für Holz, Kalk, Fleisch, Fisch, Öl, Wein, Mandeln, Johannisbrot, Feigen und Honig. Olivenöl und Wein wurde mit hölzernen Segelschiffen von Stomorska aus bis nach Italien exportiert. Einige der Schiffe sind noch immer zu besichtigen.
Aufgrund des antiken Namens kann man wohl davon ausgehen, dass die Feigen in alter Zeit sehr wichtig waren. Spätestens mit den Römern kamen die Oliven auf die Insel. Olivenöl ist sehr universell als Lebensmittel, für die Beleuchtung oder die Medizin einsetzbar und war daher das Hauptprodukt im antiken Welthandel. In der Podkamenica in Nečujam gibt es eine Küstenabschnitt zwischen den alten Häusern direkt am Ufer, an dem in der Antike Kalksteinblöcke für Olivenölgefäße gehauen wurden, wovon sich auch der Name der Bucht ableite. Um 1880 gab es auf der Insel noch 300.000 Olivenbäume. Aktuell wird der Bestand auf 100.000 geschätzt, wobei die Hälfte für eine Ernte kultiviert ist. In jugoslawischer Zeit wurde die private Olivenproduktion durch Kleinbauern nicht gefördert. Am Weltmarkt spielt kroatisches Olivenöl keine große Rolle (0,02 % der Weltproduktion). Seit dem Kroatischen Unabhängigkeitskrieg 1991 werden Olivenhaine und Weinberge wieder zunehmend erneuert. Der Anbau ist nicht mechanisiert, es wird von Hand gepflückt. Es dominieren die Sorten Oblica und Šoltanka. In Gornje Selo hat die Kooperative „Olynthia Natura“ eine zugängliche Ölproduktion. Neben der Verkostung werden Führungen durch Olivengärten u. a. zu den bis zu 1000 Jahre alten Bäumen angeboten. Bei alten Häusern, z. B. in Grohote, finden sich noch immer Mahlsteine der von Hand betriebenen Ölpressen. In einigen Häusern gibt es im Erdgeschoss in Stein gehauene Ölbecken. Nach der örtlichen Überlieferung stammen sie schon aus der Zeit der Römer.

### Weinbau – Dobričic Ahnherr des Zinfandel

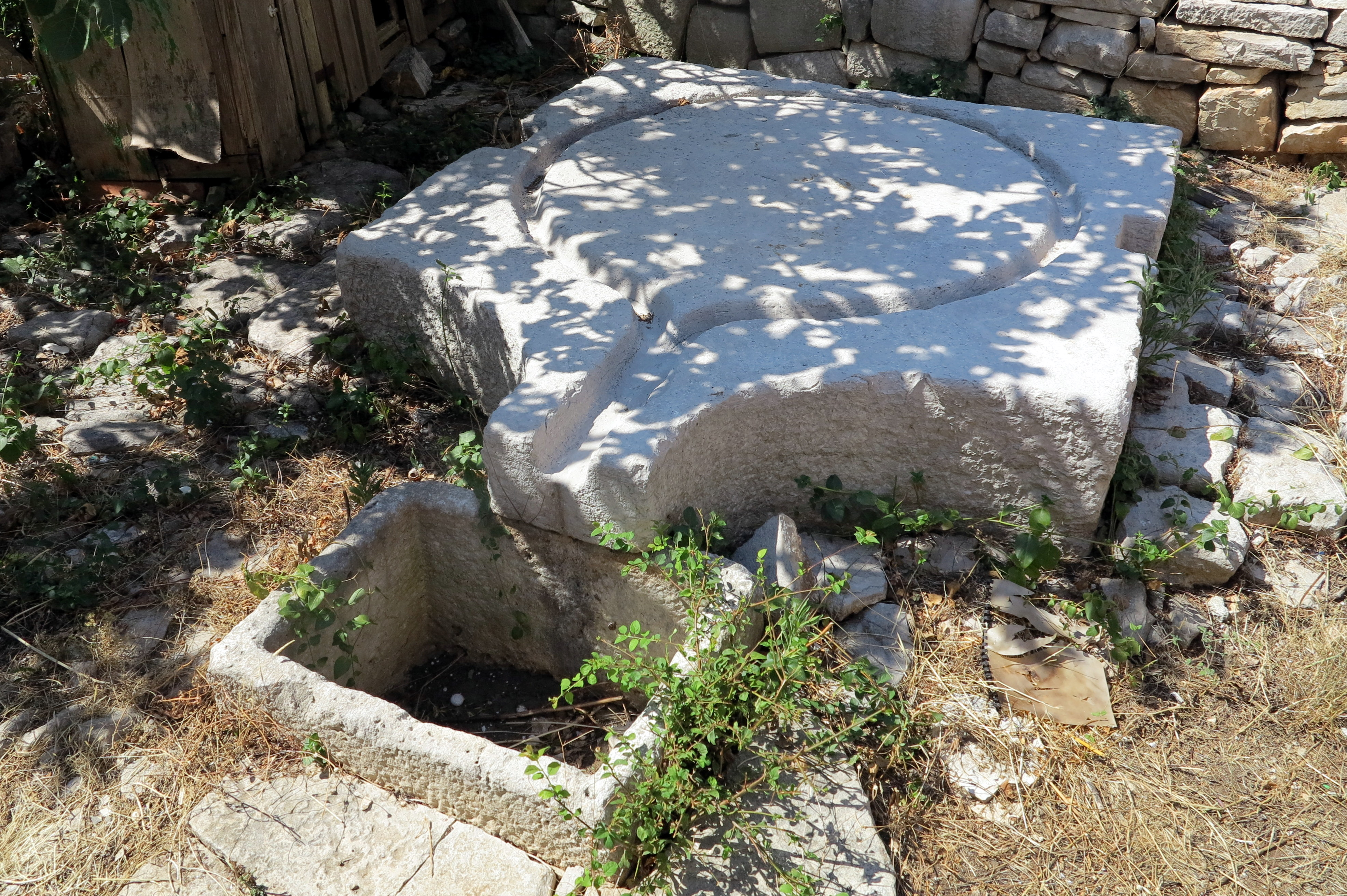
Steinfundament einer Weinpresse in Grohote

Weinbau gibt es auf der Insel seit der Antike. Die berühmteste autochthone Rotwein-Sorte ist der Dobričic. Wie eine DNA-Analyse ergab, ist diese Sorte neben dem Kaštelanski aus dem Umland von Split eine der Ursprungssorten des amerikanischen Zinfandel. Der aus Kroatien stammende amerikanische Weinpionier Mike Grgich brachte die Sorten nach Kalifornien. Die Spliter Adelsfamilie des Vaters der kroatischen Literatur, Marko Marulić (1450–1524), die auch auf Šolta lebte, gehörte zu den ersten, die den Dobričic intensiv kultivierten. Im 19. Jahrhundert erlebte der Weinbau in Šolta schwere Rückschläge. Durch ein Handelsabkommen von Österreich-Ungarn mit Italien konnten preisgünstige italienische Weine zollfrei importiert werden. Krankheiten wie Falscher Mehltau und die Reblaus reduzierten die Bestände. Die besten Qualitäten mit überregionaler Bedeutung wurden in den 1870er und 1880er Jahren vom Pietro degli Alberti aus Porto Oliveto di Solta (Maslinica) erzeugt. Bei der Wiener Weltausstellung 1873 erhielt er einen Ehrenpreis, bei der Triester Ausstellung 1882 eine goldene Medaille. Noch in der Zwischenkriegszeit gab es intensiven Weinbau. Als Folge des kommunistischen Wirtschaftens gibt es bis heute keine größere Weinkellerei. Angebaut wird fast nur für den Eigenbedarf. Bei einigen kleinere Weinbauern z. B. in Donje Selo kann Wein direkt gekauft werden. Er ist auch am Markt in Grohote erhältlich. Ein großer Weingarten (auf staatlichem Pachtgrund) wurde erstmals wieder ca. 2015 auf einem Hügel an der Straße nach Maslinica angelegt.

### Fischfang

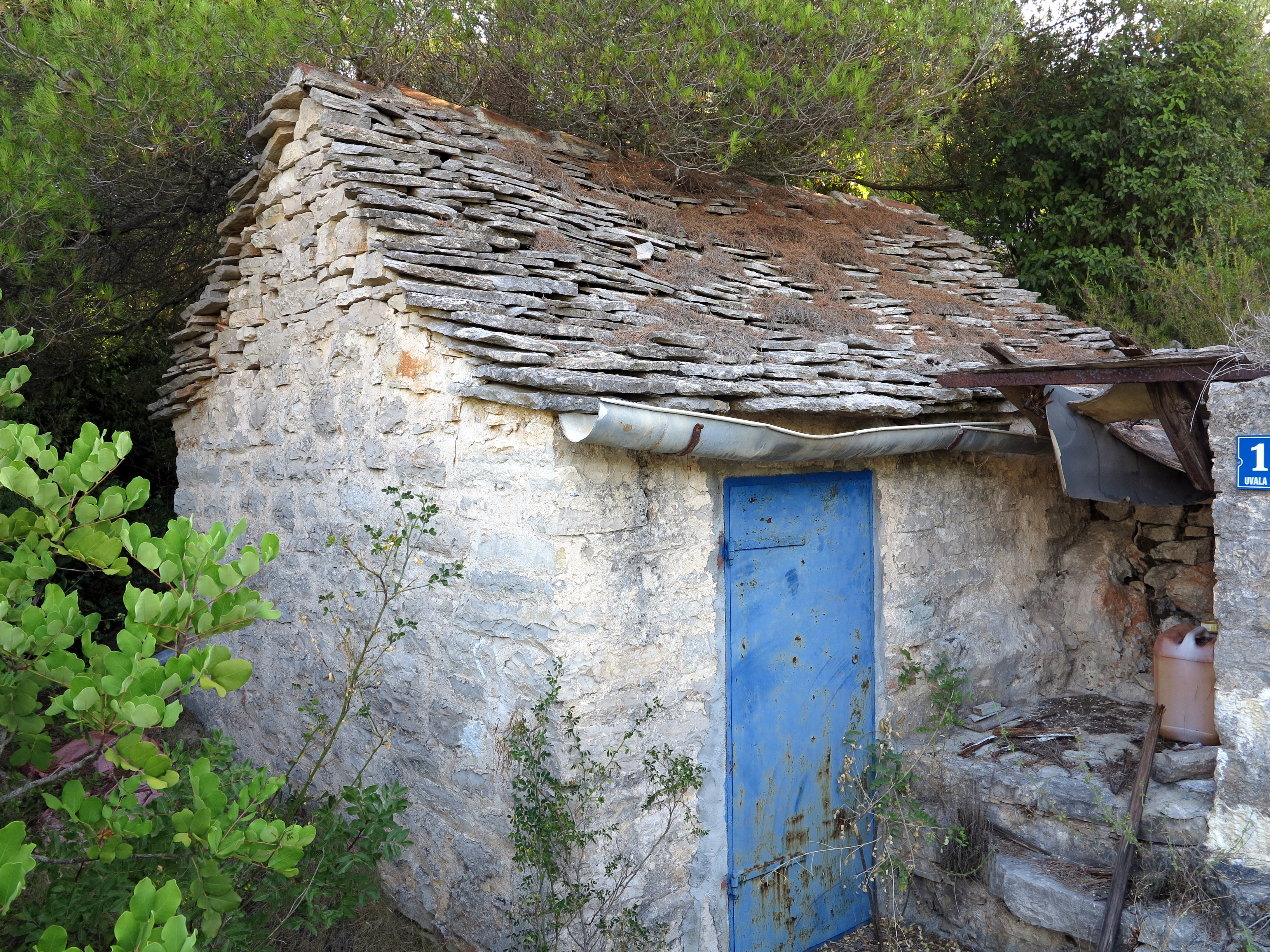
Altes, fensterloses Fischerhaus aus Kalkstein, mit Steinplatten gedeckt

Der Fischfang spielt in Šolta seit jeher eine große Rolle. In der lokalen Überlieferung heißt es, dass es zur Zeit des Kaisers Diokletian in Piškera, einem Teil der größten Bucht Šoltas, jener von Nečujam, ein Fischreservoir gab, in dem lebende Fische bis zur nächsten Orgie aufbewahrt wurden. Diokletian hatte sich in Split als Alterssitz einen phantastischen Palast bauen lassen. Archäologisch gesichert ist das nicht, aber die Legende ist vermutlich auf die zahlreiche Reste von Gebäudemauern im Wasser um die Insel zurückzuführen, da der Meeresspiegel in den letzten 2000 Jahren ca. 1,7 m gestiegen ist. In der Zeit vor 1905, als Šolta noch dem Adel oder Klerus gehörte, hatten die Familien ihre Haupthäuser im vor Seeräubern sicheren Inselinneren. Am Meeresufer gab nur einfache, steingemauerte und -gedeckte fensterlose Fischerhäuser. In den letzten Jahren der Österreich-Ungarischen Monarchie hat die Fischerei einen Aufschwung erlebt. So lieferte man lebende Langusten sogar an den Kaiserhof. Während des Jahres wurden die Tiere in einem Meeresbecken, ein ca. 10 mal 10 Meter großen Holzkäfig, genannt der Deposit in der Bucht von Rogač gesammelt. Die Zucht wurde bis in die 1970er Jahre betrieben.

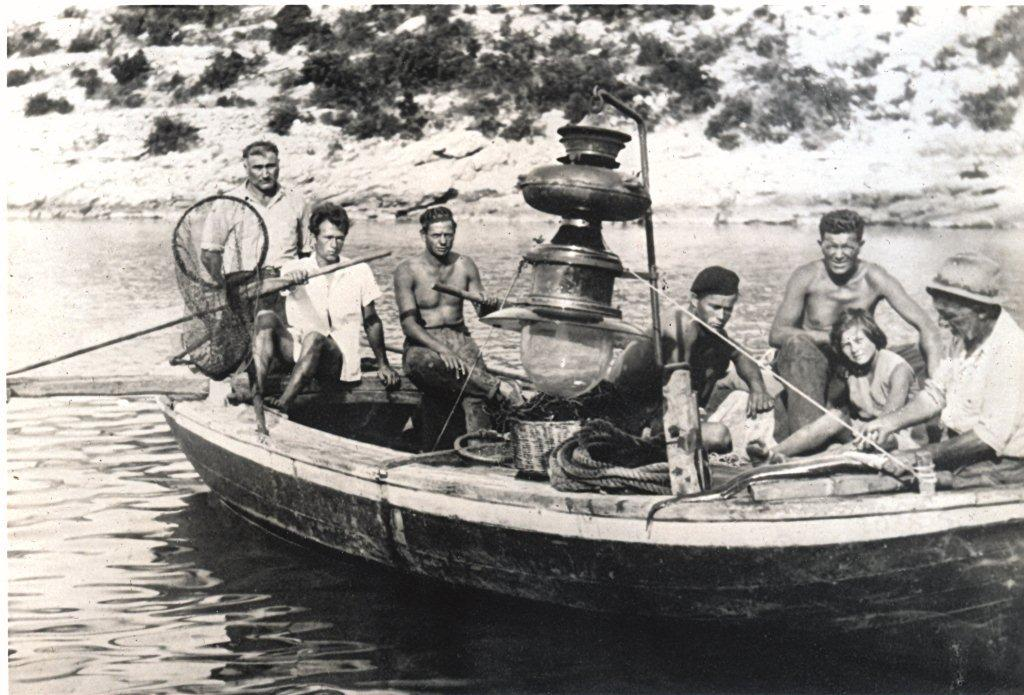
Sardellen-Fischer der Familie Cecić vlg. Bilini bei Nečujam

Bis in die 1970er Jahre war die Sardellenfischerei eine Hauptbeschäftigung und Einnahmequelle vieler Familien auf Šolta. Gefischt wurde mittels der „Pod sviču“-Methode. Fischerboote, auf denen Petroleum-Lampen montiert waren, fuhren in der Nacht im Konvoi aufs Meer. Bei der richtigen Lichtsituation, ein heller Vollmond durfte nicht am Himmel stehen, konnten in guten Nächten mehr Sardellen mit den Netzen gefangen werden, als die einfachen Boote vom Typ Leuti oder Gajete transportieren konnten. Boote waren teuer, sodass Fischer aus ärmeren Familien bei Bootseigentümern als Mannschaft anheuerten. Nach dem Zweiten Weltkrieg wurden die selbständigen Fischer zunächst enteignet. Die Sardellen-Fischerei wurde später zwar geduldet aber erschwert. In Pod Kamenica wurde kein Strom eingeleitet. Die Fischer hatten eine Sonderlizenz und bezogen verbilligtes Petroleum. Allerdings gingen die Fischbestände durch Überfischung der Adria immer stärker zurück. Bis Anfang der 1970er Jahre wurde noch mit dieser Methode gefischt. Man schwenkte auf Langusten- und Hummerzucht um. Einstweilen gibt es fast nur mehr Hobby-Fischerei. In der Nachkriegszeit zeichnet sich bald ab, dass der Tourismus als Einnahmequelle interessant wurde.

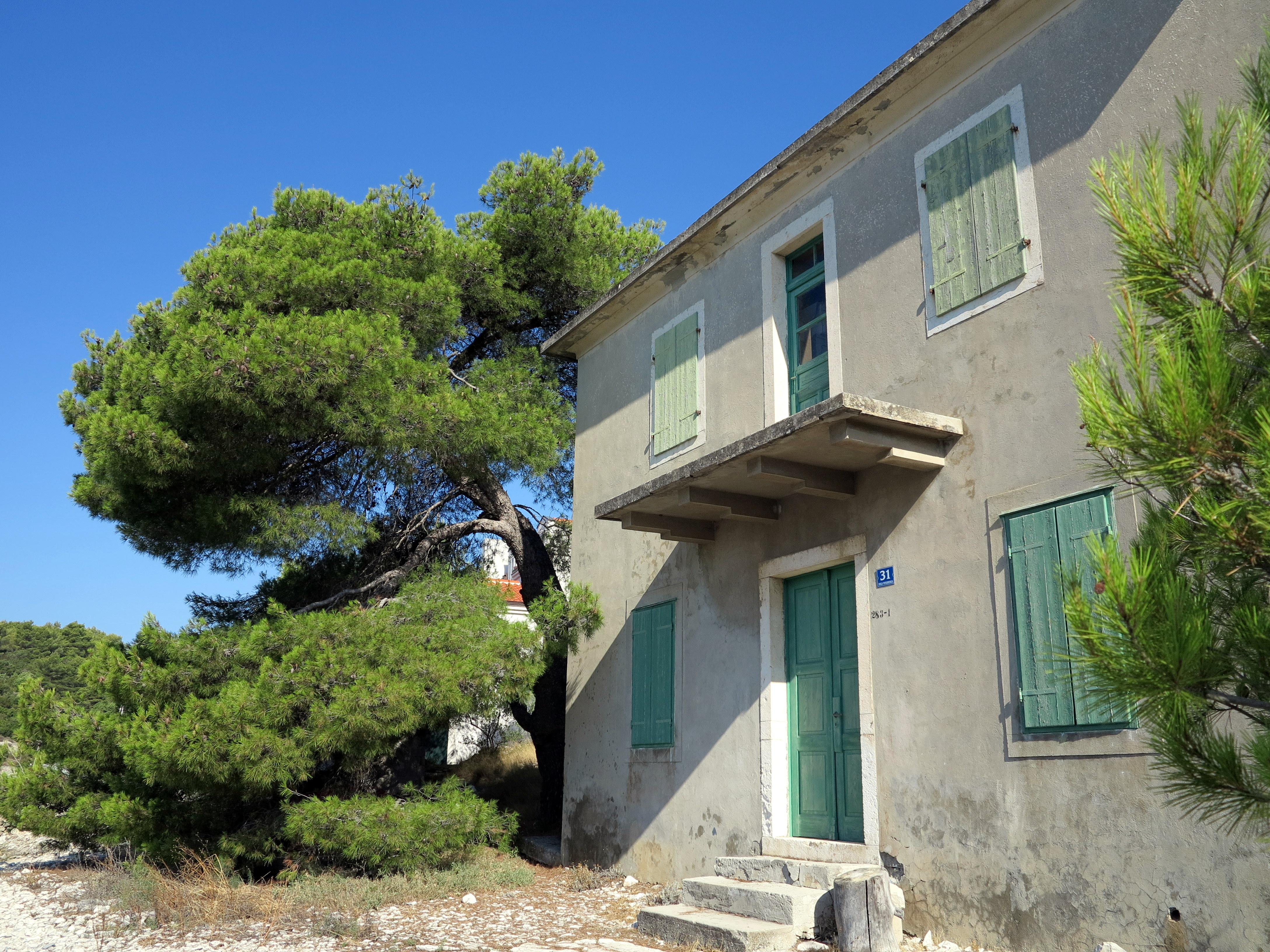
Fischerhaus zur Sardellen-Produktion der Familie Cecić in Pod Kamenica

Fisch war früher die wichtigste Fleischquelle, denn die Schafzucht spielte auf der Insel keine große Rolle. Wie eine Kochrezeptsammlung von der Insel zeigt, galten Thunfisch, Calamari sowie Scampi und Garnelen als die edelsten Meeresfrüchte. Der Thunfisch ist heute ausgerottet. Andere Edelfische finden sich nur mehr in geringen Mengen und werden für die Gastronomie meist importiert.

### Kalkbrennerei
Der große Waldbrand von 2007 im östlichen Teil der Insel, bei dem 70 Hektar Kiefernwälder und Gebüsch verbrannten, legte ein ganzes Netz von Hügelgräbern, einstigen Olivenhainen und Weinterrassen sowie Reste von Kalköfen (Erdgruben) frei. Bei Pod Gaj gibt es einen niemals verwendeten, in der Bucht von Jorja einen relativ großen Ofen. Die Kalkbrennerei war auf der Insel wegen des Kalkgesteins und der Wälder seit der Antike wichtig. Seit dem Mittelalter waren die Inselbewohner von Šolta verpflichtet, Split mit Kalk zu beliefern. Alleine um Gornje Sele mit 120 Familien gab es 270 Gruben, auf der ganzen Insel rund 600. Einige finden sich heute überflutet unter Wasser wie z. B. in der Bucht von Nečujam. Um die Wälder vor der weiteren Abholzung zu schützen, wurde 1885 der erste mit Steinkohle beheizte kreisförmige Kalkbrennofen neueren Typs in der Bucht Šešula bei Maslinica gebaut. Das Gestein wurde über eine Brücke mit Waggons in den Ofen eingebracht. Die Anlage, die von Petar Alberti konzipiert war, befand sich lange im Besitz des Barons Juraj Vranyczany-Dobrinović aus Rijeka. Vor dem Zweiten Weltkrieg errichtete man jährlich noch 50 bis 150 Kalköfen, die zwischen 200 und 600 Waggons besten Kalk lieferten. In der Bucht von Stomorska wurde 1916 ein großer Ofen für die industrielle Kalkproduktion gebaut, der noch zu sehen ist. Heute wird auf der Insel kein Kalk mehr produziert.

### Honig und dalmatinische Insektenblumen

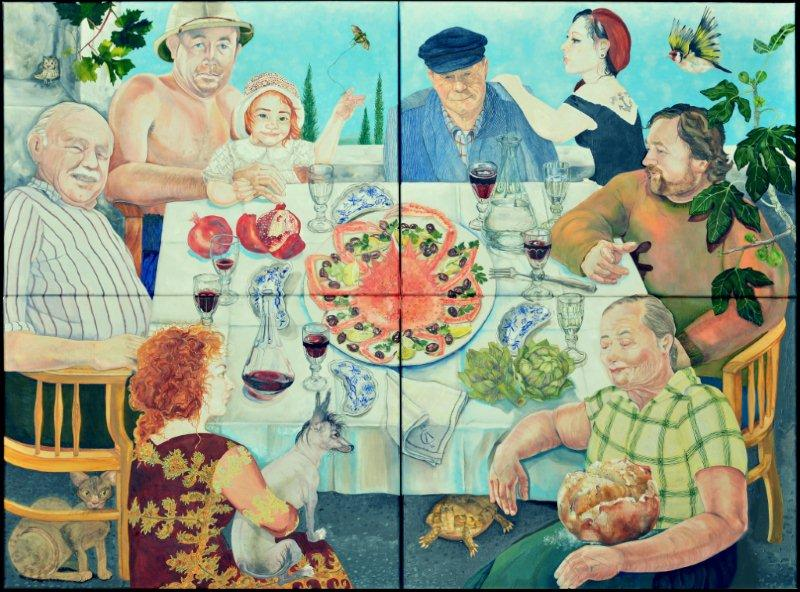
Maja Ettinger-Cecič „Mittagessen“ in Srednje Selo

Laut Reiseschriftsteller Pater Alberto Fotis galt der Honig als Šolta schon in der Antike als sehr gut. Im 19. Jahrhundert gewannen Aussteller zahlreiche internationale Preise z. B. in Paris, Tetschen, Preßburg oder Steyr. Als Kaiser Franz Joseph I. von Österreich 1875 auch Split besuchte, bekam er ein Glas als Geschenk. Šolta wurde damals als „honigsüße Insel“ bezeichnet. Noch nach dem Zweiten Weltkrieg zählte der Honig zu den drei besten der Welt. Der Grund dafür ist die weite Verbreitung von Rosmarin, auf der Insel Olintio genannt. Als 1875 in Grohote der Imkerverein gegründet wurde, gab es auf der Insel rund 600 Imker. Die Bienenzucht ist auf der Insel heute stark zurückgegangen, da es heute weniger Blütenpflanzen gibt. Meist sind es Imker vom Festland, die die Körbe über dem Sommer auf der Insel haben. Auf dem Markt in Grohote hat der alte Traditionsbetrieb von Goran Tvrdić noch einen eigenen Honigstand.
Ebenfalls bekannt war die Insel durch den großflächigen Anbau der Dalmatinischen Insektenblume, die einst ein Hauptexportartikel Dalmatiens war. Die ersten Plantagen legte 1870 der damalige Bürgermeister von Šolta, Petar degli Alberti bei Polebrnjak an. Die Produktion erreichte vor dem Zweiten Weltkrieg mit 18 Tonnen Trockenblumen den Höhepunkt. Noch immer kann man die Insektenblumen da und dort verwildert antreffen.

## Kultur und Brauchtum

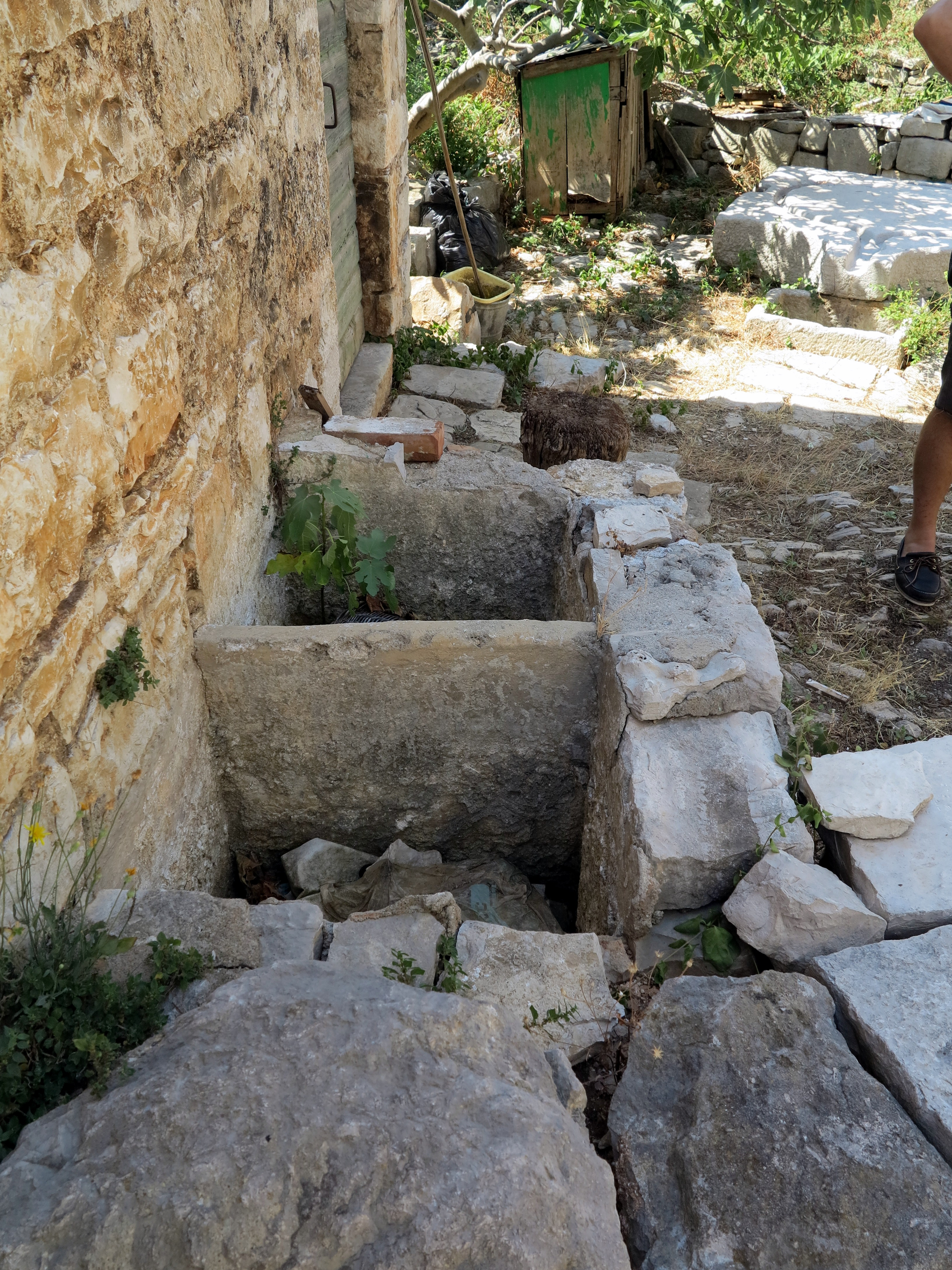
Kalklöschgruben in Grohote

Einen Überblick über alle Veranstaltungen gibt die in den Tourismusinformationen aufliegende, am Sommeranfang erscheinende, englischsprachig Gratiszeitung Discover Šolta.
- Musiker- und Sängervereinigung Olinta, gegründet 1922 von Ivan Cecić, Fischern, Tagelöhnern und Kalkherstellern (mehrere Auftritte im Sommer)
- Piratennacht in Maslinica (Mitte Juli)
- Ziehen von Mrduja (potezanje Mrduje), Bootsfahrer aus Šolta und Brač vertäuen ihre Seile am Inselchen und versuchen es in ihre Richtung zu ziehen (am letzten Samstag und Sonntag im Juli)
- Šoltanski trudi, Zusammenschluss von lokalen Bauern und Kunsthandwerkern (donnerstags Markt in Maslinica)
- Volks- und Kirchenfest der Bruderschaft des hl. Nikolaus in Stomorska (um den Nikolaustag)
- Heimatkundliche Zeitschrift Bašćina (nicht zu verwechseln mit der gleichnamigen Fachzeitschrift der Gesellschaft der Freunde der glagolitischen Schrift zu Zagreb, die seit Dezember 1993  erscheint)

## Persönlichkeiten
- Vjekoslav Blaškov (1912–1948), geb. in Donje Selo, Offizier, Politiker und Journalist
- Eugen Buktenica (1914–1997), geb. in Grohote, wichtiger Vertreter der kroatischen Naiven Kunst
- Maja Ettinger-Cecič (* 1962, Srednje Selo), in Wien lebende Malerin
- Marin Kalajzić (1911–1979), geb. in Grohote, Vertreter der kroatischen Naiven Kunst
- Vesna Parun (1922–2010), geb. in Zlarin, Poetin, stammte mütterlicherseits von Šolta und ist dort begraben
- Dinko Sule (* 1953, Grohote), Maler (Naive Kunst) und Dichter

## Galerie

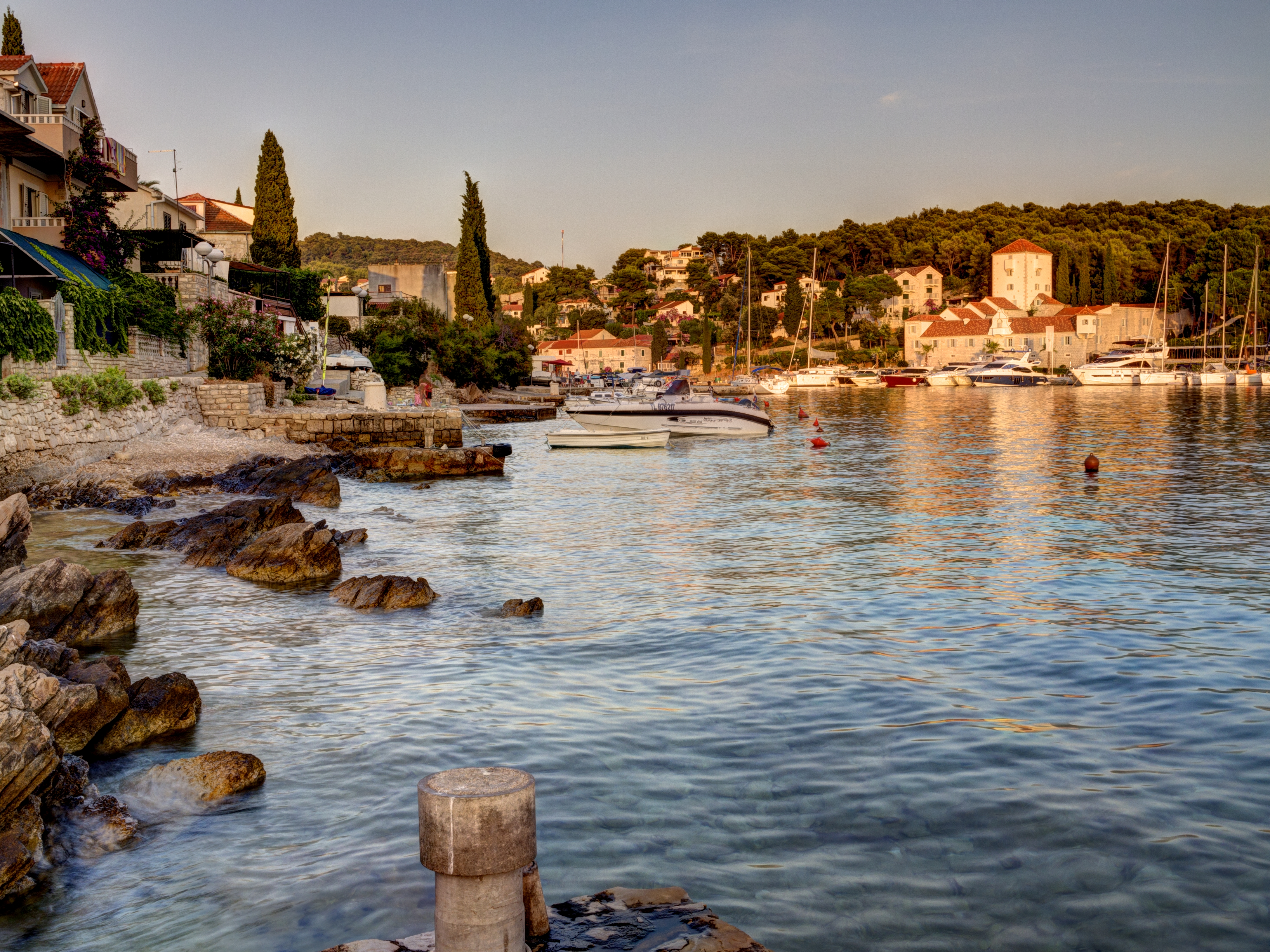
Hafen von Maslinica
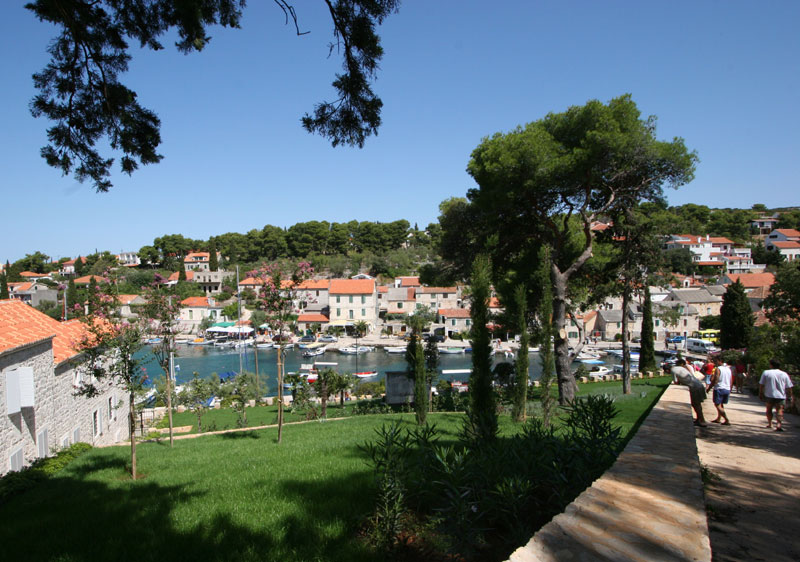
Der Hafen von Maslinica
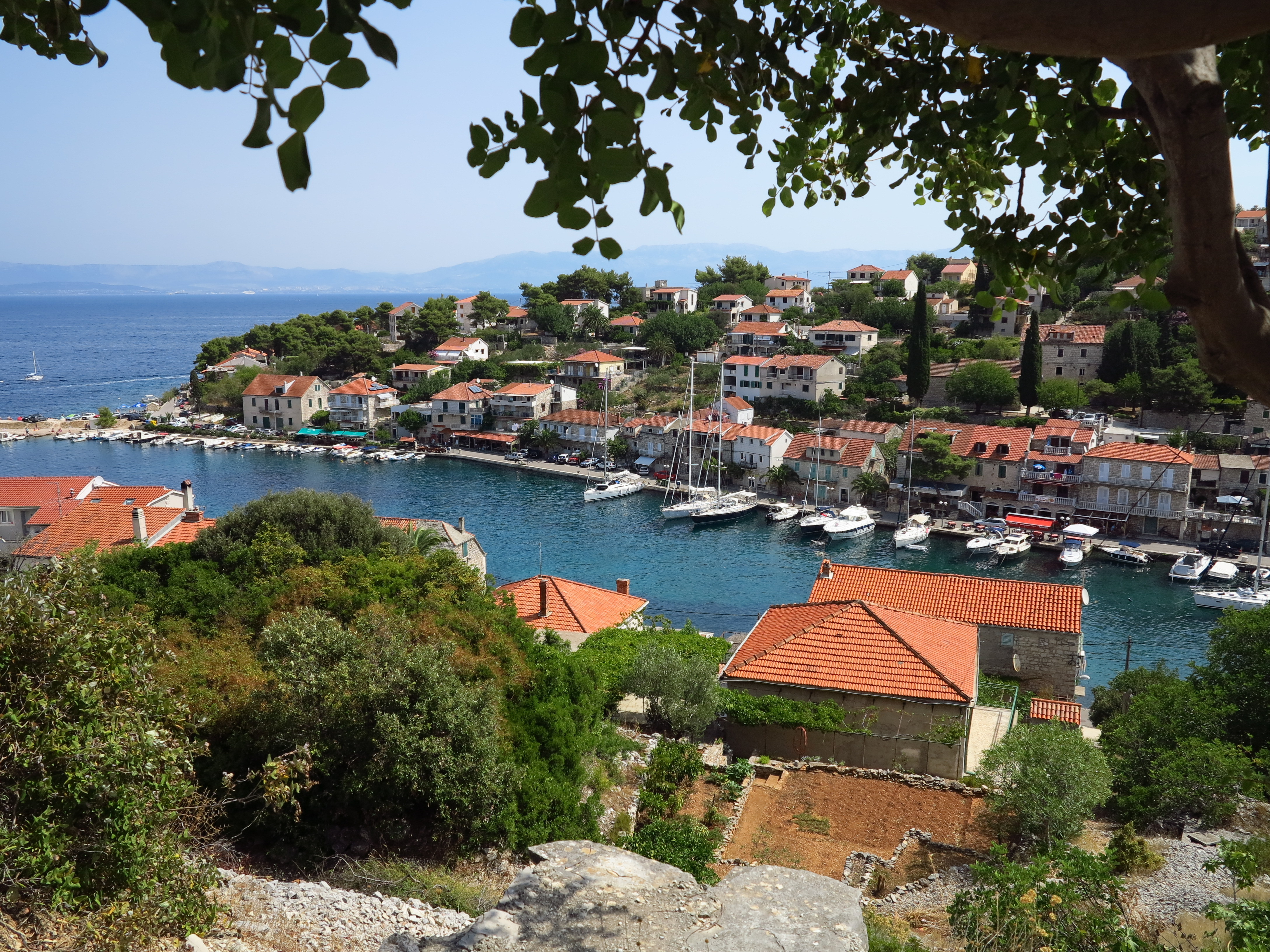
Stomorska auf Šolta
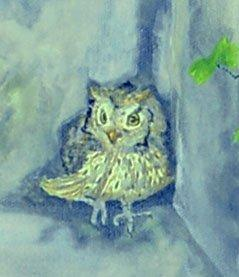
Die Eule, Symbol der Insel
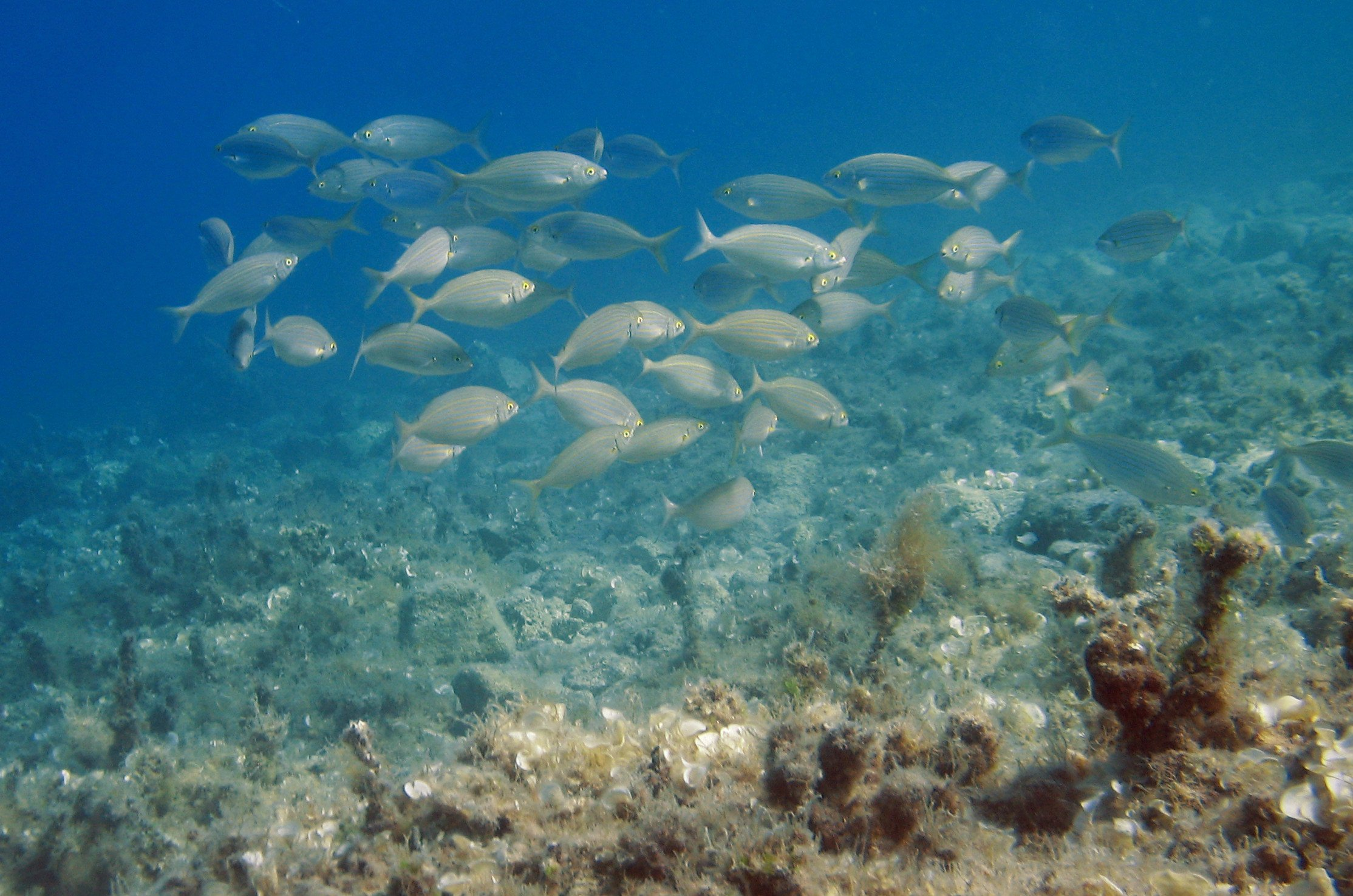
Goldstriemen bei Stomorska

### Archäologie, Geschichte
- Branko Kirigin, Vincent L. Gaffney: The Adriatic Islands Project: The Archaeological Heritage of Vis, Biševo, Svetac, Palagruža and Šolta, Archaeopress 2006.
- Mladen Andreis: Stanovništvo otoka Šolte do godine 1900. Šolta, Općina, 2011, ISBN 978-953-55249-1-5. rodoslovlje.hr.

### Reiseführer
- Joško Belamarić: Insel Šolta. Zagreb 2011, ISBN 978-953-215-697-3 (Bibliothek Tourismus und Kulturerbe, Nr. 82).
- Zoran Landeka: Otok Šolta. Zagreb 2011, ISBN 978-953-56793-0-1 (103 S., Nautische Beschreibung der Buchten).